# Liste des planètes mineures non numérotées découvertes en septembre 2015
Pour un article plus général, voir Liste des planètes mineures non numérotées découvertes en 2015.
Pour un article plus général, voir Liste des planètes mineures.
Cet article dresse la liste des planètes mineures (astéroïdes, centaures, objets transneptuniens et assimilés) non numérotées découvertes en septembre 2015 dans l'ordre de leur découverte.
Au 15 janvier 2025, 661 077 des 1 434 993 planètes mineures répertoriées par le Centre des planètes mineures ne sont pas encore numérotées, soit 46,07 %.

## Rappel concernant la désignation provisoire
La désignation provisoire indique l'ordre de découverte de ces objets. En effet, cette désignation est composée de l'année de découverte (par exemple 2015) suivie de la quinzaine (demi-mois) de découverte (p.e. A = 1-15 janvier) puis de l'ordre de découverte dans cette quinzaine. Cet ordre est indiqué par une lettre et éventuellement un chiffre comme suit : A pour la première découverte, B pour la deuxième, ..., Z pour la 25e (le I n'est pas utilisé pour éviter la confusion avec 1), A1 pour la 26e, B1 pour la 27e, etc. , Z1 pour la 50e, A2 pour la 51e, B2 pour la 52e, etc. L'ordre de la numérotation ne suit donc pas l'ordre alphanumérique. 2015 AA1 suit ainsi 2015 AZ et précède 2015 AB1.

## Liste

### Liste du1erau 15 septembre 2015
- 2015 RA
- 2015 RB
- 2015 RC
- 2015 RD
- 2015 RE
- 2015 RL
- 2015 RP
- 2015 RX
- 2015 RY
- 2015 RB1
- 2015 RL1
- 2015 RS1
- 2015 RT1
- 2015 RU1
- 2015 RV1
- 2015 RZ1
- 2015 RA2
- 2015 RB2
- 2015 RC2
- 2015 RD2
- 2015 RE2
- 2015 RG2
- 2015 RJ2
- 2015 RK2
- 2015 RL2
- 2015 RM2
- 2015 RN2
- 2015 RO2
- 2015 RP2
- 2015 RQ2
- 2015 RR2
- 2015 RS2
- 2015 RT2
- 2015 RU2
- 2015 RV2
- 2015 RW2
- 2015 RX2
- 2015 RY2
- 2015 RG3
- 2015 RK3
- 2015 RM3
- 2015 RO3
- 2015 RQ3
- 2015 RT3
- 2015 RV3
- 2015 RX3
- 2015 RY3
- 2015 RC4
- 2015 RG4
- 2015 RJ4
- 2015 RR4
- 2015 RX4
- 2015 RZ4
- 2015 RF5
- 2015 RG5
- 2015 RM5
- 2015 RP5
- 2015 RU5
- 2015 RW5
- 2015 RX5
- 2015 RC6
- 2015 RE6
- 2015 RJ6
- 2015 RK6
- 2015 RP6
- 2015 RQ6
- 2015 RR6
- 2015 RU6
- 2015 RW6
- 2015 RX6
- 2015 RB7
- 2015 RC7
- 2015 RE7
- 2015 RG7
- 2015 RN7
- 2015 RP7
- 2015 RQ7
- 2015 RR7
- 2015 RT7
- 2015 RW7
- 2015 RX7
- 2015 RZ7
- 2015 RA8
- 2015 RB8
- 2015 RK8
- 2015 RP8
- 2015 RR8
- 2015 RY8
- 2015 RA9
- 2015 RE9
- 2015 RJ9
- 2015 RL9
- 2015 RQ9
- 2015 RT9
- 2015 RY9
- 2015 RA10
- 2015 RM10
- 2015 RR10
- 2015 RT10
- 2015 RZ10
- 2015 RB11
- 2015 RC11
- 2015 RK11
- 2015 RQ11
- 2015 RX11
- 2015 RC12
- 2015 RG12
- 2015 RK12
- 2015 RL12
- 2015 RM12
- 2015 RP12
- 2015 RS12
- 2015 RU12
- 2015 RX12
- 2015 RB13
- 2015 RC13
- 2015 RO13
- 2015 RR13
- 2015 RY13
- 2015 RA14
- 2015 RD14
- 2015 RH14
- 2015 RJ14
- 2015 RN14
- 2015 RO14
- 2015 RQ14
- 2015 RS14
- 2015 RU14
- 2015 RV14
- 2015 RK15
- 2015 RL15
- 2015 RO15
- 2015 RP15
- 2015 RT15
- 2015 RZ15
- 2015 RB16
- 2015 RH16
- 2015 RP16
- 2015 RE17
- 2015 RL17
- 2015 RT17
- 2015 RV17
- 2015 RY17
- 2015 RD18
- 2015 RE18
- 2015 RG18
- 2015 RH18
- 2015 RO18
- 2015 RG19
- 2015 RH19
- 2015 RJ19
- 2015 RK19
- 2015 RM19
- 2015 RP19
- 2015 RQ19
- 2015 RR19
- 2015 RX19
- 2015 RZ19
- 2015 RB20
- 2015 RE20
- 2015 RL20
- 2015 RM20
- 2015 RN20
- 2015 RO20
- 2015 RB21
- 2015 RG21
- 2015 RL21
- 2015 RN21
- 2015 RO21
- 2015 RT21
- 2015 RU21
- 2015 RV21
- 2015 RW21
- 2015 RB22
- 2015 RE22
- 2015 RF22
- 2015 RH22
- 2015 RJ22
- 2015 RM22
- 2015 RQ22
- 2015 RS22
- 2015 RV22
- 2015 RZ22
- 2015 RD23
- 2015 RE23
- 2015 RG23
- 2015 RL23
- 2015 RM23
- 2015 RO23
- 2015 RP23
- 2015 RR23
- 2015 RS23
- 2015 RV23
- 2015 RY23
- 2015 RC24
- 2015 RH24
- 2015 RQ24
- 2015 RT24
- 2015 RU24
- 2015 RX24
- 2015 RD25
- 2015 RJ25
- 2015 RL25
- 2015 RM25
- 2015 RP25
- 2015 RU25
- 2015 RX25
- 2015 RB26
- 2015 RC26
- 2015 RE26
- 2015 RF26
- 2015 RM26
- 2015 RT26
- 2015 RV26
- 2015 RD27
- 2015 RM27
- 2015 RQ27
- 2015 RX27
- 2015 RY27
- 2015 RZ27
- 2015 RA28
- 2015 RB28
- 2015 RC28
- 2015 RD28
- 2015 RE28
- 2015 RF28
- 2015 RH28
- 2015 RN28
- 2015 RQ28
- 2015 RR28
- 2015 RE29
- 2015 RF29
- 2015 RV29
- 2015 RZ29
- 2015 RH31
- 2015 RN31
- 2015 RO31
- 2015 RV31
- 2015 RZ31
- 2015 RB32
- 2015 RK32
- 2015 RL32
- 2015 RN32
- 2015 RP32
- 2015 RQ32
- 2015 RU32
- 2015 RW32
- 2015 RB33
- 2015 RC33
- 2015 RD33
- 2015 RJ33
- 2015 RX33
- 2015 RC34
- 2015 RE34
- 2015 RF34
- 2015 RG34
- 2015 RJ34
- 2015 RS34
- 2015 RW34
- 2015 RA35
- 2015 RD35
- 2015 RF35
- 2015 RG35
- 2015 RH35
- 2015 RJ35
- 2015 RK35
- 2015 RL35
- 2015 RN35
- 2015 RO35
- 2015 RP35
- 2015 RQ35
- 2015 RR35
- 2015 RS35
- 2015 RT35
- 2015 RV35
- 2015 RW35
- 2015 RX35
- 2015 RY35
- 2015 RZ35
- 2015 RA36
- 2015 RB36
- 2015 RC36
- 2015 RD36
- 2015 RE36
- 2015 RF36
- 2015 RH36
- 2015 RJ36
- 2015 RK36
- 2015 RL36
- 2015 RM36
- 2015 RO36
- 2015 RP36
- 2015 RQ36
- 2015 RT36
- 2015 RU36
- 2015 RV36
- 2015 RW36
- 2015 RX36
- 2015 RY36
- 2015 RZ36
- 2015 RA37
- 2015 RB37
- 2015 RC37
- 2015 RD37
- 2015 RE37
- 2015 RF37
- 2015 RG37
- 2015 RH37
- 2015 RJ37
- 2015 RK37
- 2015 RL37
- 2015 RV37
- 2015 RW37
- 2015 RX37
- 2015 RB38
- 2015 RD38
- 2015 RF38
- 2015 RG38
- 2015 RH38
- 2015 RM38
- 2015 RP38
- 2015 RQ38
- 2015 RS38
- 2015 RT38
- 2015 RA39
- 2015 RC39
- 2015 RJ39
- 2015 RM39
- 2015 RN39
- 2015 RP39
- 2015 RU39
- 2015 RV39
- 2015 RW39
- 2015 RY39
- 2015 RZ39
- 2015 RA40
- 2015 RB40
- 2015 RC40
- 2015 RL40
- 2015 RN40
- 2015 RO40
- 2015 RP40
- 2015 RQ40
- 2015 RT40
- 2015 RU40
- 2015 RV40
- 2015 RX40
- 2015 RB41
- 2015 RC41
- 2015 RE41
- 2015 RF41
- 2015 RH41
- 2015 RR41
- 2015 RW41
- 2015 RZ41
- 2015 RA42
- 2015 RB42
- 2015 RC42
- 2015 RD42
- 2015 RH42
- 2015 RK42
- 2015 RV42
- 2015 RX42
- 2015 RB43
- 2015 RJ43
- 2015 RK43
- 2015 RL43
- 2015 RP43
- 2015 RV43
- 2015 RW43
- 2015 RY43
- 2015 RB44
- 2015 RC44
- 2015 RD44
- 2015 RE44
- 2015 RF44
- 2015 RG44
- 2015 RJ44
- 2015 RM44
- 2015 RO44
- 2015 RS44
- 2015 RU44
- 2015 RV44
- 2015 RY44
- 2015 RZ44
- 2015 RA45
- 2015 RE45
- 2015 RF45
- 2015 RG45
- 2015 RH45
- 2015 RM45
- 2015 RO45
- 2015 RR45
- 2015 RS45
- 2015 RT45
- 2015 RU45
- 2015 RV45
- 2015 RW45
- 2015 RX45
- 2015 RZ45
- 2015 RA46
- 2015 RD46
- 2015 RE46
- 2015 RG46
- 2015 RJ46
- 2015 RK46
- 2015 RM46
- 2015 RR46
- 2015 RS46
- 2015 RU46
- 2015 RB47
- 2015 RE47
- 2015 RF47
- 2015 RG47
- 2015 RH47
- 2015 RJ47
- 2015 RO47
- 2015 RP47
- 2015 RV47
- 2015 RW47
- 2015 RA48
- 2015 RD48
- 2015 RF48
- 2015 RH48
- 2015 RJ48
- 2015 RK48
- 2015 RM48
- 2015 RN48
- 2015 RU48
- 2015 RW48
- 2015 RA49
- 2015 RB49
- 2015 RC49
- 2015 RD49
- 2015 RF49
- 2015 RJ49
- 2015 RN49
- 2015 RO49
- 2015 RP49
- 2015 RQ49
- 2015 RR49
- 2015 RS49
- 2015 RT49
- 2015 RU49
- 2015 RV49
- 2015 RW49
- 2015 RX49
- 2015 RY49
- 2015 RA50
- 2015 RG50
- 2015 RH50
- 2015 RJ50
- 2015 RL50
- 2015 RP50
- 2015 RR50
- 2015 RW50
- 2015 RX50
- 2015 RZ50
- 2015 RB51
- 2015 RE51
- 2015 RF51
- 2015 RH51
- 2015 RJ51
- 2015 RK51
- 2015 RO51
- 2015 RP51
- 2015 RQ51
- 2015 RR51
- 2015 RS51
- 2015 RT51
- 2015 RV51
- 2015 RW51
- 2015 RA52
- 2015 RD52
- 2015 RK52
- 2015 RM52
- 2015 RS52
- 2015 RY52
- 2015 RZ52
- 2015 RA53
- 2015 RC53
- 2015 RD53
- 2015 RE53
- 2015 RM53
- 2015 RO53
- 2015 RP53
- 2015 RQ53
- 2015 RR53
- 2015 RS53
- 2015 RU53
- 2015 RV53
- 2015 RW53
- 2015 RA54
- 2015 RB54
- 2015 RC54
- 2015 RE54
- 2015 RF54
- 2015 RG54
- 2015 RJ54
- 2015 RK54
- 2015 RN54
- 2015 RP54
- 2015 RQ54
- 2015 RU54
- 2015 RV54
- 2015 RW54
- 2015 RY54
- 2015 RZ54
- 2015 RA55
- 2015 RC55
- 2015 RD55
- 2015 RF55
- 2015 RH55
- 2015 RJ55
- 2015 RP55
- 2015 RR55
- 2015 RS55
- 2015 RV55
- 2015 RW55
- 2015 RX55
- 2015 RA56
- 2015 RB56
- 2015 RE56
- 2015 RJ56
- 2015 RS56
- 2015 RU56
- 2015 RV56
- 2015 RW56
- 2015 RB57
- 2015 RC57
- 2015 RE57
- 2015 RF57
- 2015 RJ57
- 2015 RK57
- 2015 RL57
- 2015 RN57
- 2015 RO57
- 2015 RQ57
- 2015 RR57
- 2015 RS57
- 2015 RT57
- 2015 RU57
- 2015 RV57
- 2015 RW57
- 2015 RX57
- 2015 RZ57
- 2015 RC58
- 2015 RD58
- 2015 RE58
- 2015 RH58
- 2015 RL58
- 2015 RM58
- 2015 RO58
- 2015 RQ58
- 2015 RR58
- 2015 RS58
- 2015 RT58
- 2015 RU58
- 2015 RW58
- 2015 RZ58
- 2015 RF59
- 2015 RK59
- 2015 RM59
- 2015 RP59
- 2015 RR59
- 2015 RT59
- 2015 RV59
- 2015 RY59
- 2015 RF60
- 2015 RM60
- 2015 RP60
- 2015 RW60
- 2015 RX60
- 2015 RZ60
- 2015 RA61
- 2015 RB61
- 2015 RE61
- 2015 RJ61
- 2015 RK61
- 2015 RL61
- 2015 RM61
- 2015 RN61
- 2015 RP61
- 2015 RQ61
- 2015 RR61
- 2015 RT61
- 2015 RY61
- 2015 RZ61
- 2015 RA62
- 2015 RB62
- 2015 RF62
- 2015 RG62
- 2015 RH62
- 2015 RJ62
- 2015 RK62
- 2015 RM62
- 2015 RP62
- 2015 RQ62
- 2015 RU62
- 2015 RX62
- 2015 RB63
- 2015 RD63
- 2015 RE63
- 2015 RG63
- 2015 RJ63
- 2015 RM63
- 2015 RA64
- 2015 RB64
- 2015 RD64
- 2015 RF64
- 2015 RH64
- 2015 RJ64
- 2015 RK64
- 2015 RN64
- 2015 RQ64
- 2015 RR64
- 2015 RS64
- 2015 RX64
- 2015 RC65
- 2015 RD65
- 2015 RH65
- 2015 RM65
- 2015 RN65
- 2015 RO65
- 2015 RP65
- 2015 RR65
- 2015 RS65
- 2015 RT65
- 2015 RV65
- 2015 RG66
- 2015 RH66
- 2015 RJ66
- 2015 RK66
- 2015 RM66
- 2015 RO66
- 2015 RP66
- 2015 RQ66
- 2015 RV66
- 2015 RW66
- 2015 RY66
- 2015 RA67
- 2015 RD67
- 2015 RF67
- 2015 RG67
- 2015 RJ67
- 2015 RL67
- 2015 RM67
- 2015 RR67
- 2015 RS67
- 2015 RT67
- 2015 RU67
- 2015 RV67
- 2015 RW67
- 2015 RA68
- 2015 RB68
- 2015 RC68
- 2015 RD68
- 2015 RG68
- 2015 RJ68
- 2015 RN68
- 2015 RO68
- 2015 RP68
- 2015 RQ68
- 2015 RR68
- 2015 RS68
- 2015 RT68
- 2015 RU68
- 2015 RV68
- 2015 RX68
- 2015 RY68
- 2015 RZ68
- 2015 RA69
- 2015 RD69
- 2015 RE69
- 2015 RG69
- 2015 RM69
- 2015 RN69
- 2015 RO69
- 2015 RP69
- 2015 RR69
- 2015 RS69
- 2015 RU69
- 2015 RY69
- 2015 RZ69
- 2015 RA70
- 2015 RB70
- 2015 RC70
- 2015 RD70
- 2015 RG70
- 2015 RH70
- 2015 RK70
- 2015 RS70
- 2015 RT70
- 2015 RU70
- 2015 RB71
- 2015 RC71
- 2015 RD71
- 2015 RE71
- 2015 RH71
- 2015 RJ71
- 2015 RN71
- 2015 RQ71
- 2015 RS71
- 2015 RW71
- 2015 RA72
- 2015 RB72
- 2015 RG72
- 2015 RJ72
- 2015 RL72
- 2015 RM72
- 2015 RN72
- 2015 RO72
- 2015 RS72
- 2015 RT72
- 2015 RA73
- 2015 RC73
- 2015 RE73
- 2015 RF73
- 2015 RG73
- 2015 RP73
- 2015 RQ73
- 2015 RR73
- 2015 RT73
- 2015 RV73
- 2015 RA74
- 2015 RD74
- 2015 RE74
- 2015 RF74
- 2015 RG74
- 2015 RJ74
- 2015 RL74
- 2015 RM74
- 2015 RN74
- 2015 RQ74
- 2015 RU74
- 2015 RY74
- 2015 RB75
- 2015 RE75
- 2015 RJ75
- 2015 RK75
- 2015 RL75
- 2015 RM75
- 2015 RO75
- 2015 RP75
- 2015 RR75
- 2015 RU75
- 2015 RW75
- 2015 RY75
- 2015 RE76
- 2015 RF76
- 2015 RK76
- 2015 RQ76
- 2015 RS76
- 2015 RV76
- 2015 RW76
- 2015 RX76
- 2015 RY76
- 2015 RA77
- 2015 RB77
- 2015 RC77
- 2015 RE77
- 2015 RG77
- 2015 RJ77
- 2015 RK77
- 2015 RL77
- 2015 RN77
- 2015 RO77
- 2015 RR77
- 2015 RV77
- 2015 RA78
- 2015 RC78
- 2015 RK78
- 2015 RM78
- 2015 RN78
- 2015 RO78
- 2015 RP78
- 2015 RQ78
- 2015 RT78
- 2015 RV78
- 2015 RX78
- 2015 RZ78
- 2015 RC79
- 2015 RE79
- 2015 RF79
- 2015 RH79
- 2015 RK79
- 2015 RL79
- 2015 RM79
- 2015 RN79
- 2015 RR79
- 2015 RS79
- 2015 RU79
- 2015 RW79
- 2015 RY79
- 2015 RZ79
- 2015 RA80
- 2015 RF80
- 2015 RG80
- 2015 RH80
- 2015 RL80
- 2015 RO80
- 2015 RR80
- 2015 RU80
- 2015 RW80
- 2015 RX80
- 2015 RY80
- 2015 RA81
- 2015 RB81
- 2015 RC81
- 2015 RF81
- 2015 RJ81
- 2015 RK81
- 2015 RN81
- 2015 RP81
- 2015 RS81
- 2015 RT81
- 2015 RZ81
- 2015 RB82
- 2015 RC82
- 2015 RD82
- 2015 RF82
- 2015 RG82
- 2015 RK82
- 2015 RM82
- 2015 RN82
- 2015 RO82
- 2015 RP82
- 2015 RQ82
- 2015 RR82
- 2015 RS82
- 2015 RT82
- 2015 RU82
- 2015 RV82
- 2015 RW82
- 2015 RX82
- 2015 RY82
- 2015 RZ82
- 2015 RA83
- 2015 RB83
- 2015 RD83
- 2015 RE83
- 2015 RF83
- 2015 RG83
- 2015 RH83
- 2015 RJ83
- 2015 RK83
- 2015 RL83
- 2015 RM83
- 2015 RN83
- 2015 RO83
- 2015 RQ83
- 2015 RR83
- 2015 RS83
- 2015 RU83
- 2015 RV83
- 2015 RW83
- 2015 RX83
- 2015 RY83
- 2015 RC84
- 2015 RN84
- 2015 RO84
- 2015 RS84
- 2015 RT84
- 2015 RW84
- 2015 RX84
- 2015 RA85
- 2015 RD85
- 2015 RM85
- 2015 RR85
- 2015 RV85
- 2015 RZ85
- 2015 RJ86
- 2015 RK86
- 2015 RO86
- 2015 RR87
- 2015 RV87
- 2015 RZ87
- 2015 RX88
- 2015 RD89
- 2015 RG89
- 2015 RC90
- 2015 RE90
- 2015 RG90
- 2015 RH90
- 2015 RS90
- 2015 RU90
- 2015 RK91
- 2015 RO91
- 2015 RW91
- 2015 RX91
- 2015 RZ91
- 2015 RD92
- 2015 RP92
- 2015 RR92
- 2015 RD93
- 2015 RJ93
- 2015 RQ93
- 2015 RZ93
- 2015 RE94
- 2015 RG94
- 2015 RL94
- 2015 RM94
- 2015 RN94
- 2015 RU94
- 2015 RY94
- 2015 RH95
- 2015 RK95
- 2015 RO95
- 2015 RR95
- 2015 RU95
- 2015 RV95
- 2015 RW95
- 2015 RA96
- 2015 RK96
- 2015 RL96
- 2015 RO96
- 2015 RV96
- 2015 RY96
- 2015 RC97
- 2015 RF97
- 2015 RH97
- 2015 RJ97
- 2015 RO97
- 2015 RP97
- 2015 RT97
- 2015 RC98
- 2015 RF98
- 2015 RN98
- 2015 RP98
- 2015 RQ98
- 2015 RZ98
- 2015 RX99
- 2015 RA100
- 2015 RD100
- 2015 RL100
- 2015 RN100
- 2015 RV100
- 2015 RK101
- 2015 RQ101
- 2015 RU101
- 2015 RA102
- 2015 RY102
- 2015 RH103
- 2015 RL103
- 2015 RP103
- 2015 RR103
- 2015 RU103
- 2015 RZ103
- 2015 RK104
- 2015 RM104
- 2015 RO104
- 2015 RR104
- 2015 RS104
- 2015 RY104
- 2015 RZ104
- 2015 RB105
- 2015 RC105
- 2015 RG105
- 2015 RQ105
- 2015 RW105
- 2015 RA106
- 2015 RB106
- 2015 RP106
- 2015 RT106
- 2015 RB107
- 2015 RF107
- 2015 RK107
- 2015 RT107
- 2015 RA108
- 2015 RB108
- 2015 RQ108
- 2015 RH109
- 2015 RN109
- 2015 RP109
- 2015 RS109
- 2015 RT109
- 2015 RW109
- 2015 RC110
- 2015 RE110
- 2015 RF110
- 2015 RG110
- 2015 RK110
- 2015 RL110
- 2015 RN110
- 2015 RP110
- 2015 RX110
- 2015 RO111
- 2015 RR111
- 2015 RL112
- 2015 RM112
- 2015 RN112
- 2015 RS112
- 2015 RT112
- 2015 RX112
- 2015 RY112
- 2015 RC113
- 2015 RJ113
- 2015 RL113
- 2015 RR113
- 2015 RS113
- 2015 RV113
- 2015 RW113
- 2015 RX113
- 2015 RY113
- 2015 RZ113
- 2015 RB114
- 2015 RE114
- 2015 RJ114
- 2015 RK114
- 2015 RL114
- 2015 RN114
- 2015 RR114
- 2015 RW114
- 2015 RY114
- 2015 RB115
- 2015 RL115
- 2015 RN115
- 2015 RZ115
- 2015 RK116
- 2015 RW117
- 2015 RF118
- 2015 RT118
- 2015 RW118
- 2015 RD119
- 2015 RF119
- 2015 RJ119
- 2015 RM119
- 2015 RV119
- 2015 RL120
- 2015 RM120
- 2015 RQ120
- 2015 RT120
- 2015 RW120
- 2015 RZ120
- 2015 RB121
- 2015 RH121
- 2015 RM121
- 2015 RN121
- 2015 RS121
- 2015 RV121
- 2015 RZ121
- 2015 RB122
- 2015 RD122
- 2015 RM122
- 2015 RS122
- 2015 RY122
- 2015 RN123
- 2015 RP123
- 2015 RS123
- 2015 RX123
- 2015 RY123
- 2015 RA124
- 2015 RB124
- 2015 RD124
- 2015 RF124
- 2015 RG124
- 2015 RJ124
- 2015 RK124
- 2015 RN124
- 2015 RO124
- 2015 RQ124
- 2015 RU124
- 2015 RV124
- 2015 RX124
- 2015 RY124
- 2015 RA125
- 2015 RB125
- 2015 RC125
- 2015 RE125
- 2015 RF125
- 2015 RG125
- 2015 RH125
- 2015 RJ125
- 2015 RK125
- 2015 RL125
- 2015 RO125
- 2015 RQ125
- 2015 RR125
- 2015 RS125
- 2015 RT125
- 2015 RV125
- 2015 RA126
- 2015 RE126
- 2015 RH126
- 2015 RK126
- 2015 RL126
- 2015 RM126
- 2015 RQ126
- 2015 RU126
- 2015 RX126
- 2015 RJ127
- 2015 RL127
- 2015 RM127
- 2015 RN127
- 2015 RO127
- 2015 RP127
- 2015 RQ127
- 2015 RS127
- 2015 RT127
- 2015 RV127
- 2015 RW127
- 2015 RX127
- 2015 RZ127
- 2015 RB128
- 2015 RF128
- 2015 RG128
- 2015 RH128
- 2015 RJ128
- 2015 RP128
- 2015 RT128
- 2015 RU128
- 2015 RX128
- 2015 RY128
- 2015 RB129
- 2015 RF129
- 2015 RL129
- 2015 RN129
- 2015 RS129
- 2015 RW129
- 2015 RX129
- 2015 RY129
- 2015 RC130
- 2015 RE130
- 2015 RH130
- 2015 RM130
- 2015 RN130
- 2015 RW130
- 2015 RA131
- 2015 RE131
- 2015 RH131
- 2015 RJ131
- 2015 RN131
- 2015 RO131
- 2015 RP131
- 2015 RR131
- 2015 RT131
- 2015 RU131
- 2015 RV131
- 2015 RX131
- 2015 RY131
- 2015 RA132
- 2015 RB132
- 2015 RC132
- 2015 RD132
- 2015 RF132
- 2015 RJ132
- 2015 RN132
- 2015 RQ132
- 2015 RV132
- 2015 RY132
- 2015 RG133
- 2015 RH133
- 2015 RL133
- 2015 RQ133
- 2015 RT133
- 2015 RU133
- 2015 RV133
- 2015 RC134
- 2015 RE134
- 2015 RG134
- 2015 RJ134
- 2015 RL134
- 2015 RM134
- 2015 RQ134
- 2015 RR134
- 2015 RV134
- 2015 RX134
- 2015 RY134
- 2015 RZ134
- 2015 RD135
- 2015 RH135
- 2015 RJ135
- 2015 RO135
- 2015 RR135
- 2015 RS135
- 2015 RV135
- 2015 RX135
- 2015 RY135
- 2015 RZ135
- 2015 RA136
- 2015 RB136
- 2015 RD136
- 2015 RE136
- 2015 RF136
- 2015 RG136
- 2015 RL136
- 2015 RM136
- 2015 RT136
- 2015 RV136
- 2015 RW136
- 2015 RX136
- 2015 RA137
- 2015 RD137
- 2015 RG137
- 2015 RJ137
- 2015 RK137
- 2015 RL137
- 2015 RM137
- 2015 RP137
- 2015 RQ137
- 2015 RS137
- 2015 RT137
- 2015 RY137
- 2015 RD138
- 2015 RG138
- 2015 RK138
- 2015 RL138
- 2015 RO138
- 2015 RP138
- 2015 RQ138
- 2015 RR138
- 2015 RZ138
- 2015 RC139
- 2015 RF139
- 2015 RL139
- 2015 RP139
- 2015 RS139
- 2015 RT139
- 2015 RU139
- 2015 RV139
- 2015 RX139
- 2015 RB140
- 2015 RD140
- 2015 RJ140
- 2015 RL140
- 2015 RP140
- 2015 RQ140
- 2015 RT140
- 2015 RU140
- 2015 RX140
- 2015 RZ140
- 2015 RA141
- 2015 RC141
- 2015 RF141
- 2015 RG141
- 2015 RH141
- 2015 RJ141
- 2015 RK141
- 2015 RR141
- 2015 RU141
- 2015 RA142
- 2015 RB142
- 2015 RC142
- 2015 RD142
- 2015 RE142
- 2015 RF142
- 2015 RH142
- 2015 RK142
- 2015 RL142
- 2015 RT142
- 2015 RX142
- 2015 RZ142
- 2015 RF143
- 2015 RL143
- 2015 RN143
- 2015 RP143
- 2015 RV143
- 2015 RA144
- 2015 RC144
- 2015 RH144
- 2015 RO144
- 2015 RR144
- 2015 RV144
- 2015 RY144
- 2015 RD145
- 2015 RF145
- 2015 RG145
- 2015 RK145
- 2015 RL145
- 2015 RM145
- 2015 RN145
- 2015 RQ145
- 2015 RR145
- 2015 RS145
- 2015 RT145
- 2015 RV145
- 2015 RX145
- 2015 RA146
- 2015 RB146
- 2015 RC146
- 2015 RD146
- 2015 RE146
- 2015 RG146
- 2015 RH146
- 2015 RK146
- 2015 RM146
- 2015 RN146
- 2015 RO146
- 2015 RV146
- 2015 RX146
- 2015 RY146
- 2015 RA147
- 2015 RB147
- 2015 RD147
- 2015 RF147
- 2015 RJ147
- 2015 RL147
- 2015 RT147
- 2015 RB148
- 2015 RE148
- 2015 RF148
- 2015 RJ148
- 2015 RQ148
- 2015 RR148
- 2015 RU148
- 2015 RV148
- 2015 RY148
- 2015 RZ148
- 2015 RC149
- 2015 RE149
- 2015 RF149
- 2015 RG149
- 2015 RK149
- 2015 RN149
- 2015 RQ149
- 2015 RR149
- 2015 RT149
- 2015 RV149
- 2015 RY149
- 2015 RA150
- 2015 RG150
- 2015 RH150
- 2015 RM150
- 2015 RN150
- 2015 RP150
- 2015 RQ150
- 2015 RR150
- 2015 RS150
- 2015 RT150
- 2015 RU150
- 2015 RV150
- 2015 RW150
- 2015 RY150
- 2015 RB151
- 2015 RC151
- 2015 RG151
- 2015 RH151
- 2015 RJ151
- 2015 RK151
- 2015 RM151
- 2015 RN151
- 2015 RP151
- 2015 RQ151
- 2015 RR151
- 2015 RS151
- 2015 RT151
- 2015 RV151
- 2015 RX151
- 2015 RB152
- 2015 RC152
- 2015 RF152
- 2015 RG152
- 2015 RH152
- 2015 RJ152
- 2015 RK152
- 2015 RL152
- 2015 RN152
- 2015 RO152
- 2015 RP152
- 2015 RQ152
- 2015 RR152
- 2015 RT152
- 2015 RX152
- 2015 RB153
- 2015 RC153
- 2015 RG153
- 2015 RK153
- 2015 RL153
- 2015 RM153
- 2015 RR153
- 2015 RS153
- 2015 RV153
- 2015 RY153
- 2015 RZ153
- 2015 RH154
- 2015 RJ154
- 2015 RM154
- 2015 RQ154
- 2015 RR154
- 2015 RS154
- 2015 RV154
- 2015 RX154
- 2015 RA155
- 2015 RH155
- 2015 RK155
- 2015 RN155
- 2015 RV155
- 2015 RB156
- 2015 RL156
- 2015 RM156
- 2015 RS156
- 2015 RT156
- 2015 RX156
- 2015 RY156
- 2015 RG157
- 2015 RT157
- 2015 RX157
- 2015 RB158
- 2015 RG158
- 2015 RM158
- 2015 RR158
- 2015 RS158
- 2015 RT158
- 2015 RX158
- 2015 RZ158
- 2015 RC159
- 2015 RF159
- 2015 RG159
- 2015 RJ159
- 2015 RK159
- 2015 RM159
- 2015 RS159
- 2015 RT159
- 2015 RU159
- 2015 RY159
- 2015 RF160
- 2015 RH160
- 2015 RS160
- 2015 RT160
- 2015 RY160
- 2015 RA161
- 2015 RC161
- 2015 RF161
- 2015 RM161
- 2015 RN161
- 2015 RO161
- 2015 RT161
- 2015 RV161
- 2015 RX161
- 2015 RZ161
- 2015 RB162
- 2015 RH162
- 2015 RN162
- 2015 RS162
- 2015 RX162
- 2015 RG163
- 2015 RK163
- 2015 RM163
- 2015 RV163
- 2015 RK164
- 2015 RM164
- 2015 RR164
- 2015 RS164
- 2015 RV164
- 2015 RZ164
- 2015 RA165
- 2015 RM165
- 2015 RP165
- 2015 RU165
- 2015 RZ165
- 2015 RA166
- 2015 RC166
- 2015 RO166
- 2015 RT166
- 2015 RW166
- 2015 RD167
- 2015 RF167
- 2015 RJ167
- 2015 RL167
- 2015 RO167
- 2015 RR167
- 2015 RS167
- 2015 RY167
- 2015 RZ167
- 2015 RB168
- 2015 RC168
- 2015 RD168
- 2015 RE168
- 2015 RF168
- 2015 RG168
- 2015 RL168
- 2015 RP168
- 2015 RT168
- 2015 RX168
- 2015 RB169
- 2015 RD169
- 2015 RJ169
- 2015 RL169
- 2015 RW169
- 2015 RB170
- 2015 RD170
- 2015 RG170
- 2015 RH170
- 2015 RJ170
- 2015 RK170
- 2015 RM170
- 2015 RO170
- 2015 RQ170
- 2015 RS170
- 2015 RU170
- 2015 RY170
- 2015 RZ170
- 2015 RH171
- 2015 RJ171
- 2015 RK171
- 2015 RL171
- 2015 RM171
- 2015 RN171
- 2015 RO171
- 2015 RP171
- 2015 RS171
- 2015 RV171
- 2015 RW171
- 2015 RA172
- 2015 RD172
- 2015 RF172
- 2015 RG172
- 2015 RL172
- 2015 RO172
- 2015 RP172
- 2015 RT172
- 2015 RV172
- 2015 RX172
- 2015 RY172
- 2015 RZ172
- 2015 RC173
- 2015 RH173
- 2015 RP173
- 2015 RA174
- 2015 RE174
- 2015 RJ174
- 2015 RM174
- 2015 RR174
- 2015 RU174
- 2015 RZ174
- 2015 RC175
- 2015 RJ175
- 2015 RM175
- 2015 RP175
- 2015 RT175
- 2015 RW175
- 2015 RB176
- 2015 RD176
- 2015 RH176
- 2015 RM176
- 2015 RN176
- 2015 RO176
- 2015 RQ176
- 2015 RC177
- 2015 RF177
- 2015 RP177
- 2015 RR177
- 2015 RS177
- 2015 RW177
- 2015 RA178
- 2015 RF178
- 2015 RG178
- 2015 RH178
- 2015 RK178
- 2015 RO178
- 2015 RT178
- 2015 RU178
- 2015 RV178
- 2015 RW178
- 2015 RX178
- 2015 RZ178
- 2015 RA179
- 2015 RC179
- 2015 RF179
- 2015 RH179
- 2015 RJ179
- 2015 RM179
- 2015 RO179
- 2015 RT179
- 2015 RU179
- 2015 RV179
- 2015 RX179
- 2015 RY179
- 2015 RZ179
- 2015 RB180
- 2015 RH180
- 2015 RL180
- 2015 RN180
- 2015 RP180
- 2015 RX180
- 2015 RZ180
- 2015 RA181
- 2015 RH181
- 2015 RJ181
- 2015 RN181
- 2015 RZ181
- 2015 RC182
- 2015 RD182
- 2015 RF182
- 2015 RG182
- 2015 RH182
- 2015 RL182
- 2015 RM182
- 2015 RR182
- 2015 RZ182
- 2015 RB183
- 2015 RJ183
- 2015 RK183
- 2015 RO183
- 2015 RS183
- 2015 RX183
- 2015 RC184
- 2015 RE184
- 2015 RJ184
- 2015 RP184
- 2015 RY184
- 2015 RD185
- 2015 RG185
- 2015 RO185
- 2015 RR185
- 2015 RT185
- 2015 RD186
- 2015 RH186
- 2015 RK186
- 2015 RL186
- 2015 RO186
- 2015 RU186
- 2015 RV186
- 2015 RW186
- 2015 RZ186
- 2015 RB187
- 2015 RD187
- 2015 RE187
- 2015 RF187
- 2015 RH187
- 2015 RK187
- 2015 RS187
- 2015 RT187
- 2015 RU187
- 2015 RV187
- 2015 RY187
- 2015 RA188
- 2015 RC188
- 2015 RD188
- 2015 RE188
- 2015 RF188
- 2015 RN188
- 2015 RO188
- 2015 RR188
- 2015 RV188
- 2015 RX188
- 2015 RZ188
- 2015 RB189
- 2015 RC189
- 2015 RF189
- 2015 RG189
- 2015 RK189
- 2015 RO189
- 2015 RP189
- 2015 RV189
- 2015 RW189
- 2015 RZ189
- 2015 RB190
- 2015 RD190
- 2015 RF190
- 2015 RJ190
- 2015 RL190
- 2015 RM190
- 2015 RN190
- 2015 RO190
- 2015 RP190
- 2015 RQ190
- 2015 RR190
- 2015 RS190
- 2015 RV190
- 2015 RX190
- 2015 RB191
- 2015 RL191
- 2015 RN191
- 2015 RQ191
- 2015 RR191
- 2015 RS191
- 2015 RT191
- 2015 RU191
- 2015 RX191
- 2015 RB192
- 2015 RC192
- 2015 RH192
- 2015 RJ192
- 2015 RO192
- 2015 RP192
- 2015 RQ192
- 2015 RU192
- 2015 RW192
- 2015 RX192
- 2015 RB193
- 2015 RC193
- 2015 RD193
- 2015 RL193
- 2015 RS193
- 2015 RW193
- 2015 RX193
- 2015 RA194
- 2015 RF194
- 2015 RG194
- 2015 RN194
- 2015 RO194
- 2015 RA195
- 2015 RB195
- 2015 RC195
- 2015 RD195
- 2015 RH195
- 2015 RO195
- 2015 RP195
- 2015 RU195
- 2015 RY195
- 2015 RB196
- 2015 RD196
- 2015 RE196
- 2015 RH196
- 2015 RK196
- 2015 RL196
- 2015 RM196
- 2015 RN196
- 2015 RQ196
- 2015 RY196
- 2015 RZ196
- 2015 RA197
- 2015 RD197
- 2015 RG197
- 2015 RH197
- 2015 RL197
- 2015 RN197
- 2015 RO197
- 2015 RP197
- 2015 RT197
- 2015 RV197
- 2015 RZ197
- 2015 RC198
- 2015 RE198
- 2015 RG198
- 2015 RJ198
- 2015 RM198
- 2015 RP198
- 2015 RQ198
- 2015 RT198
- 2015 RU198
- 2015 RZ198
- 2015 RA199
- 2015 RC199
- 2015 RE199
- 2015 RF199
- 2015 RL199
- 2015 RO199
- 2015 RT199
- 2015 RX199
- 2015 RY199
- 2015 RZ199
- 2015 RG200
- 2015 RK200
- 2015 RN200
- 2015 RS200
- 2015 RU200
- 2015 RB201
- 2015 RC201
- 2015 RD201
- 2015 RK201
- 2015 RL201
- 2015 RM201
- 2015 RO201
- 2015 RP201
- 2015 RQ201
- 2015 RY201
- 2015 RB202
- 2015 RD202
- 2015 RF202
- 2015 RQ202
- 2015 RV202
- 2015 RY202
- 2015 RZ202
- 2015 RC203
- 2015 RD203
- 2015 RF203
- 2015 RH203
- 2015 RO203
- 2015 RW203
- 2015 RY203
- 2015 RZ203
- 2015 RA204
- 2015 RS204
- 2015 RY204
- 2015 RZ204
- 2015 RA205
- 2015 RB205
- 2015 RF205
- 2015 RO205
- 2015 RY205
- 2015 RZ205
- 2015 RD206
- 2015 RG206
- 2015 RN206
- 2015 RP206
- 2015 RR206
- 2015 RV206
- 2015 RA207
- 2015 RC207
- 2015 RD207
- 2015 RF207
- 2015 RJ207
- 2015 RM207
- 2015 RP207
- 2015 RQ207
- 2015 RS207
- 2015 RT207
- 2015 RV207
- 2015 RY207
- 2015 RE208
- 2015 RF208
- 2015 RK208
- 2015 RM208
- 2015 RU208
- 2015 RB209
- 2015 RD209
- 2015 RJ209
- 2015 RL209
- 2015 RN209
- 2015 RR209
- 2015 RS209
- 2015 RT209
- 2015 RW209
- 2015 RZ209
- 2015 RA210
- 2015 RC210
- 2015 RJ210
- 2015 RK210
- 2015 RM210
- 2015 RN210
- 2015 RU210
- 2015 RV210
- 2015 RW210
- 2015 RD211
- 2015 RF211
- 2015 RN211
- 2015 RR211
- 2015 RT211
- 2015 RU211
- 2015 RV211
- 2015 RX211
- 2015 RY211
- 2015 RA212
- 2015 RD212
- 2015 RN212
- 2015 RP212
- 2015 RS212
- 2015 RV212
- 2015 RW212
- 2015 RB213
- 2015 RC213
- 2015 RD213
- 2015 RF213
- 2015 RL213
- 2015 RM213
- 2015 RQ213
- 2015 RR213
- 2015 RZ213
- 2015 RA214
- 2015 RD214
- 2015 RO214
- 2015 RQ214
- 2015 RV214
- 2015 RX214
- 2015 RZ214
- 2015 RA215
- 2015 RB215
- 2015 RC215
- 2015 RF215
- 2015 RG215
- 2015 RJ215
- 2015 RO215
- 2015 RQ215
- 2015 RR215
- 2015 RS215
- 2015 RV215
- 2015 RB216
- 2015 RD216
- 2015 RG216
- 2015 RH216
- 2015 RM216
- 2015 RO216
- 2015 RS216
- 2015 RU216
- 2015 RA217
- 2015 RC217
- 2015 RE217
- 2015 RG217
- 2015 RH217
- 2015 RK217
- 2015 RL217
- 2015 RM217
- 2015 RO217
- 2015 RQ217
- 2015 RU217
- 2015 RV217
- 2015 RW217
- 2015 RX217
- 2015 RY217
- 2015 RZ217
- 2015 RA218
- 2015 RB218
- 2015 RC218
- 2015 RH218
- 2015 RK218
- 2015 RL218
- 2015 RN218
- 2015 RQ218
- 2015 RR218
- 2015 RV218
- 2015 RY218
- 2015 RB219
- 2015 RC219
- 2015 RD219
- 2015 RE219
- 2015 RG219
- 2015 RQ219
- 2015 RS219
- 2015 RT219
- 2015 RU219
- 2015 RW219
- 2015 RX219
- 2015 RZ219
- 2015 RA220
- 2015 RB220
- 2015 RC220
- 2015 RF220
- 2015 RG220
- 2015 RH220
- 2015 RL220
- 2015 RM220
- 2015 RO220
- 2015 RP220
- 2015 RQ220
- 2015 RU220
- 2015 RV220
- 2015 RW220
- 2015 RB221
- 2015 RF221
- 2015 RH221
- 2015 RL221
- 2015 RN221
- 2015 RQ221
- 2015 RR221
- 2015 RU221
- 2015 RW221
- 2015 RY221
- 2015 RD222
- 2015 RE222
- 2015 RF222
- 2015 RK222
- 2015 RN222
- 2015 RO222
- 2015 RQ222
- 2015 RT222
- 2015 RU222
- 2015 RW222
- 2015 RX222
- 2015 RG223
- 2015 RK223
- 2015 RM223
- 2015 RN223
- 2015 RQ223
- 2015 RR223
- 2015 RZ223
- 2015 RH224
- 2015 RJ224
- 2015 RK224
- 2015 RM224
- 2015 RN224
- 2015 RR224
- 2015 RU224
- 2015 RZ224
- 2015 RA225
- 2015 RB225
- 2015 RF225
- 2015 RH225
- 2015 RK225
- 2015 RL225
- 2015 RN225
- 2015 RO225
- 2015 RR225
- 2015 RU225
- 2015 RV225
- 2015 RW225
- 2015 RX225
- 2015 RY225
- 2015 RA226
- 2015 RC226
- 2015 RF226
- 2015 RL226
- 2015 RN226
- 2015 RO226
- 2015 RW226
- 2015 RX226
- 2015 RY226
- 2015 RF227
- 2015 RG227
- 2015 RM227
- 2015 RP227
- 2015 RQ227
- 2015 RT227
- 2015 RU227
- 2015 RX227
- 2015 RZ227
- 2015 RB228
- 2015 RD228
- 2015 RE228
- 2015 RL228
- 2015 RM228
- 2015 RR228
- 2015 RW228
- 2015 RX228
- 2015 RY228
- 2015 RZ228
- 2015 RA229
- 2015 RG229
- 2015 RL229
- 2015 RQ229
- 2015 RS229
- 2015 RW229
- 2015 RZ229
- 2015 RB230
- 2015 RC230
- 2015 RD230
- 2015 RE230
- 2015 RF230
- 2015 RG230
- 2015 RJ230
- 2015 RL230
- 2015 RM230
- 2015 RO230
- 2015 RP230
- 2015 RR230
- 2015 RT230
- 2015 RW230
- 2015 RY230
- 2015 RB231
- 2015 RM231
- 2015 RQ231
- 2015 RS231
- 2015 RT231
- 2015 RX231
- 2015 RA232
- 2015 RG232
- 2015 RM232
- 2015 RN232
- 2015 RO232
- 2015 RR232
- 2015 RU232
- 2015 RW232
- 2015 RX232
- 2015 RA233
- 2015 RD233
- 2015 RK233
- 2015 RM233
- 2015 RN233
- 2015 RO233
- 2015 RQ233
- 2015 RR233
- 2015 RU233
- 2015 RX233
- 2015 RF234
- 2015 RH234
- 2015 RM234
- 2015 RN234
- 2015 RO234
- 2015 RP234
- 2015 RT234
- 2015 RX234
- 2015 RZ234
- 2015 RA235
- 2015 RB235
- 2015 RD235
- 2015 RE235
- 2015 RG235
- 2015 RK235
- 2015 RL235
- 2015 RM235
- 2015 RN235
- 2015 RO235
- 2015 RQ235
- 2015 RR235
- 2015 RS235
- 2015 RT235
- 2015 RW235
- 2015 RX235
- 2015 RC236
- 2015 RF236
- 2015 RJ236
- 2015 RL236
- 2015 RP236
- 2015 RT236
- 2015 RW236
- 2015 RC237
- 2015 RD237
- 2015 RG237
- 2015 RH237
- 2015 RN237
- 2015 RC238
- 2015 RE238
- 2015 RF238
- 2015 RG238
- 2015 RH238
- 2015 RP238
- 2015 RT238
- 2015 RW238
- 2015 RZ238
- 2015 RE239
- 2015 RL239
- 2015 RQ239
- 2015 RT239
- 2015 RU239
- 2015 RZ239
- 2015 RD240
- 2015 RG240
- 2015 RL240
- 2015 RS240
- 2015 RA241
- 2015 RE241
- 2015 RK241
- 2015 RM241
- 2015 RP241
- 2015 RS241
- 2015 RU241
- 2015 RA242
- 2015 RD242
- 2015 RF242
- 2015 RG242
- 2015 RL242
- 2015 RS242
- 2015 RZ242
- 2015 RF243
- 2015 RG243
- 2015 RP243
- 2015 RR243
- 2015 RS243
- 2015 RW243
- 2015 RZ243
- 2015 RD244
- 2015 RF244
- 2015 RN244
- 2015 RS244
- 2015 RV244
- 2015 RC245
- 2015 RF245
- 2015 RK245
- 2015 RL245
- 2015 RS245
- 2015 RT245
- 2015 RU245
- 2015 RV245
- 2015 RW245
- 2015 RX245
- 2015 RY245
- 2015 RE246
- 2015 RF246
- 2015 RG246
- 2015 RJ246
- 2015 RK246
- 2015 RL246
- 2015 RM246
- 2015 RN246
- 2015 RP246
- 2015 RT246
- 2015 RU246
- 2015 RW246
- 2015 RX246
- 2015 RY246
- 2015 RZ246
- 2015 RA247
- 2015 RB247
- 2015 RC247
- 2015 RE247
- 2015 RF247
- 2015 RG247
- 2015 RH247
- 2015 RJ247
- 2015 RL247
- 2015 RM247
- 2015 RN247
- 2015 RO247
- 2015 RP247
- 2015 RQ247
- 2015 RR247
- 2015 RU247
- 2015 RV247
- 2015 RW247
- 2015 RX247
- 2015 RY247
- 2015 RZ247
- 2015 RA248
- 2015 RB248
- 2015 RC248
- 2015 RE248
- 2015 RF248
- 2015 RG248
- 2015 RH248
- 2015 RJ248
- 2015 RK248
- 2015 RL248
- 2015 RN248
- 2015 RO248
- 2015 RQ248
- 2015 RR248
- 2015 RS248
- 2015 RT248
- 2015 RV248
- 2015 RW248
- 2015 RX248
- 2015 RY248
- 2015 RA249
- 2015 RB249
- 2015 RC249
- 2015 RD249
- 2015 RG249
- 2015 RH249
- 2015 RM249
- 2015 RO249
- 2015 RQ249
- 2015 RS249
- 2015 RT249
- 2015 RU249
- 2015 RV249
- 2015 RW249
- 2015 RX249
- 2015 RY249
- 2015 RZ249
- 2015 RA250
- 2015 RB250
- 2015 RC250
- 2015 RD250
- 2015 RE250
- 2015 RF250
- 2015 RG250
- 2015 RH250
- 2015 RJ250
- 2015 RM250
- 2015 RN250
- 2015 RO250
- 2015 RP250
- 2015 RQ250
- 2015 RR250
- 2015 RS250
- 2015 RT250
- 2015 RU250
- 2015 RV250
- 2015 RW250
- 2015 RX250
- 2015 RY250
- 2015 RZ250
- 2015 RA251
- 2015 RB251
- 2015 RC251
- 2015 RD251
- 2015 RF251
- 2015 RG251
- 2015 RH251
- 2015 RJ251
- 2015 RK251
- 2015 RL251
- 2015 RM251
- 2015 RN251
- 2015 RO251
- 2015 RP251
- 2015 RQ251
- 2015 RR251
- 2015 RT251
- 2015 RU251
- 2015 RW251
- 2015 RX251
- 2015 RY251
- 2015 RZ251
- 2015 RA252
- 2015 RB252
- 2015 RC252
- 2015 RD252
- 2015 RF252
- 2015 RG252
- 2015 RH252
- 2015 RJ252
- 2015 RK252
- 2015 RL252
- 2015 RM252
- 2015 RN252
- 2015 RQ252
- 2015 RR252
- 2015 RG253
- 2015 RM253
- 2015 RP253
- 2015 RQ253
- 2015 RL254
- 2015 RM254
- 2015 RQ254
- 2015 RT254
- 2015 RA255
- 2015 RQ255
- 2015 RA256
- 2015 RD256
- 2015 RE256
- 2015 RF256
- 2015 RH256
- 2015 RJ256
- 2015 RO256
- 2015 RD257
- 2015 RP257
- 2015 RT257
- 2015 RA258
- 2015 RF258
- 2015 RG258
- 2015 RH258
- 2015 RK258
- 2015 RL258
- 2015 RW258
- 2015 RZ258
- 2015 RB259
- 2015 RD259
- 2015 RF259
- 2015 RG259
- 2015 RP259
- 2015 RQ259
- 2015 RE260
- 2015 RJ260
- 2015 RS260
- 2015 RO261
- 2015 RV261
- 2015 RB262
- 2015 RO262
- 2015 RP262
- 2015 RW262
- 2015 RF263
- 2015 RX263
- 2015 RY263
- 2015 RA264
- 2015 RH264
- 2015 RK264
- 2015 RW264
- 2015 RX264
- 2015 RC265
- 2015 RD265
- 2015 RG265
- 2015 RH265
- 2015 RN265
- 2015 RR265
- 2015 RV265
- 2015 RW265
- 2015 RZ265
- 2015 RB266
- 2015 RE266
- 2015 RG266
- 2015 RH266
- 2015 RM266
- 2015 RN266
- 2015 RO266
- 2015 RS266
- 2015 RW266
- 2015 RX266
- 2015 RG267
- 2015 RH267
- 2015 RJ267
- 2015 RL267
- 2015 RU267
- 2015 RZ267
- 2015 RF268
- 2015 RH268
- 2015 RP268
- 2015 RR268
- 2015 RA269
- 2015 RG269
- 2015 RK269
- 2015 RL269
- 2015 RN269
- 2015 RQ269
- 2015 RR269
- 2015 RU269
- 2015 RV269
- 2015 RW269
- 2015 RZ269
- 2015 RA270
- 2015 RC270
- 2015 RD270
- 2015 RE270
- 2015 RG270
- 2015 RH270
- 2015 RJ270
- 2015 RK270
- 2015 RM270
- 2015 RA271
- 2015 RE271
- 2015 RF271
- 2015 RG271
- 2015 RH271
- 2015 RJ271
- 2015 RL271
- 2015 RM271
- 2015 RO271
- 2015 RP271
- 2015 RR271
- 2015 RV271
- 2015 RW271
- 2015 RY271
- 2015 RB272
- 2015 RC272
- 2015 RD272
- 2015 RE272
- 2015 RJ272
- 2015 RK272
- 2015 RP272
- 2015 RV272
- 2015 RX272
- 2015 RA273
- 2015 RD273
- 2015 RE273
- 2015 RG273
- 2015 RJ273
- 2015 RL273
- 2015 RR273
- 2015 RS273
- 2015 RU273
- 2015 RV273
- 2015 RW273
- 2015 RZ273
- 2015 RE274
- 2015 RG274
- 2015 RH274
- 2015 RK274
- 2015 RL274
- 2015 RR274
- 2015 RZ274
- 2015 RB275
- 2015 RL275
- 2015 RO275
- 2015 RQ275
- 2015 RS275
- 2015 RT275
- 2015 RV275
- 2015 RC276
- 2015 RD276
- 2015 RE276
- 2015 RH276
- 2015 RJ276
- 2015 RN276
- 2015 RR276
- 2015 RU276
- 2015 RV276
- 2015 RX276
- 2015 RB277
- 2015 RC277
- 2015 RD277
- 2015 RE277
- 2015 RF277
- 2015 RH277
- 2015 RJ277
- 2015 RK277
- 2015 RL277
- 2015 RQ277
- 2015 RR277
- 2015 RS277
- 2015 RT277
- 2015 RU277
- 2015 RV277
- 2015 RW277
- 2015 RX277
- 2015 RY277
- 2015 RZ277
- 2015 RA278
- 2015 RB278
- 2015 RC278
- 2015 RD278
- 2015 RE278
- 2015 RF278
- 2015 RG278
- 2015 RH278
- 2015 RJ278
- 2015 RK278
- 2015 RL278
- 2015 RM278
- 2015 RO278
- 2015 RP278
- 2015 RQ278
- 2015 RR278
- 2015 RS278
- 2015 RT278
- 2015 RU278
- 2015 RV278
- 2015 RW278
- 2015 RX278
- 2015 RY278
- 2015 RZ278
- 2015 RA279
- 2015 RB279
- 2015 RC279
- 2015 RD279
- 2015 RE279
- 2015 RF279
- 2015 RG279
- 2015 RH279
- 2015 RJ279
- 2015 RL279
- 2015 RM279
- 2015 RN279
- 2015 RO279
- 2015 RP279
- 2015 RQ279
- 2015 RR279
- 2015 RS279
- 2015 RT279
- 2015 RU279
- 2015 RV279
- 2015 RW279
- 2015 RX279
- 2015 RY279
- 2015 RZ279
- 2015 RA280
- 2015 RB280
- 2015 RC280
- 2015 RD280
- 2015 RE280
- 2015 RF280
- 2015 RG280
- 2015 RH280
- 2015 RJ280
- 2015 RK280
- 2015 RL280
- 2015 RM280
- 2015 RN280
- 2015 RO280
- 2015 RP280
- 2015 RQ280
- 2015 RR280
- 2015 RS280
- 2015 RT280
- 2015 RU280
- 2015 RV280
- 2015 RW280
- 2015 RX280
- 2015 RY280
- 2015 RZ280
- 2015 RA281
- 2015 RB281
- 2015 RC281
- 2015 RD281
- 2015 RE281
- 2015 RF281
- 2015 RG281
- 2015 RH281
- 2015 RJ281
- 2015 RK281
- 2015 RL281
- 2015 RM281
- 2015 RN281
- 2015 RO281
- 2015 RP281
- 2015 RQ281
- 2015 RR281
- 2015 RS281
- 2015 RU281
- 2015 RV281
- 2015 RW281
- 2015 RZ281
- 2015 RB282
- 2015 RE282
- 2015 RG282
- 2015 RH282
- 2015 RK282
- 2015 RL282
- 2015 RM282
- 2015 RN282
- 2015 RQ282
- 2015 RR282
- 2015 RS282
- 2015 RT282
- 2015 RV282
- 2015 RW282
- 2015 RX282
- 2015 RY282
- 2015 RZ282
- 2015 RA283
- 2015 RB283
- 2015 RD283
- 2015 RF283
- 2015 RG283
- 2015 RL283
- 2015 RM283
- 2015 RN283
- 2015 RO283
- 2015 RP283
- 2015 RQ283
- 2015 RS283
- 2015 RT283
- 2015 RU283
- 2015 RV283
- 2015 RW283
- 2015 RX283
- 2015 RZ283
- 2015 RA284
- 2015 RB284
- 2015 RC284
- 2015 RD284
- 2015 RE284
- 2015 RF284
- 2015 RH284
- 2015 RK284
- 2015 RL284
- 2015 RN284
- 2015 RO284
- 2015 RP284
- 2015 RQ284
- 2015 RR284
- 2015 RS284
- 2015 RT284
- 2015 RU284
- 2015 RV284
- 2015 RX284
- 2015 RY284
- 2015 RZ284
- 2015 RB285
- 2015 RD285
- 2015 RE285
- 2015 RF285
- 2015 RH285
- 2015 RK285
- 2015 RL285
- 2015 RM285
- 2015 RN285
- 2015 RO285
- 2015 RP285
- 2015 RQ285
- 2015 RR285
- 2015 RS285
- 2015 RT285
- 2015 RU285
- 2015 RV285
- 2015 RW285
- 2015 RY285
- 2015 RZ285
- 2015 RA286
- 2015 RB286
- 2015 RC286
- 2015 RE286
- 2015 RF286
- 2015 RJ286
- 2015 RK286
- 2015 RL286
- 2015 RM286
- 2015 RN286
- 2015 RO286
- 2015 RP286
- 2015 RQ286
- 2015 RR286
- 2015 RS286
- 2015 RV286
- 2015 RW286
- 2015 RX286
- 2015 RY286
- 2015 RZ286
- 2015 RA287
- 2015 RB287
- 2015 RD287
- 2015 RE287
- 2015 RF287
- 2015 RG287
- 2015 RH287
- 2015 RJ287
- 2015 RK287
- 2015 RL287
- 2015 RM287
- 2015 RN287
- 2015 RO287
- 2015 RP287
- 2015 RQ287
- 2015 RR287
- 2015 RS287
- 2015 RT287
- 2015 RU287
- 2015 RV287
- 2015 RW287
- 2015 RX287
- 2015 RY287
- 2015 RZ287
- 2015 RA288
- 2015 RB288
- 2015 RD288
- 2015 RE288
- 2015 RF288
- 2015 RG288
- 2015 RH288
- 2015 RJ288
- 2015 RK288
- 2015 RL288
- 2015 RM288
- 2015 RN288
- 2015 RO288
- 2015 RP288
- 2015 RQ288
- 2015 RS288
- 2015 RT288
- 2015 RU288
- 2015 RV288
- 2015 RW288
- 2015 RX288
- 2015 RY288
- 2015 RZ288
- 2015 RA289
- 2015 RB289
- 2015 RC289
- 2015 RD289
- 2015 RE289
- 2015 RH289
- 2015 RJ289
- 2015 RK289
- 2015 RM289
- 2015 RN289
- 2015 RQ289
- 2015 RR289
- 2015 RS289
- 2015 RT289
- 2015 RU289
- 2015 RX289
- 2015 RB290
- 2015 RC290
- 2015 RF290
- 2015 RG290
- 2015 RH290
- 2015 RJ290
- 2015 RK290
- 2015 RM290
- 2015 RO290
- 2015 RP290
- 2015 RQ290
- 2015 RR290
- 2015 RU290
- 2015 RV290
- 2015 RW290
- 2015 RX290
- 2015 RY290
- 2015 RZ290
- 2015 RA291
- 2015 RB291
- 2015 RC291
- 2015 RD291
- 2015 RF291
- 2015 RG291
- 2015 RJ291
- 2015 RL291
- 2015 RM291
- 2015 RO291
- 2015 RP291
- 2015 RQ291
- 2015 RS291
- 2015 RU291
- 2015 RV291
- 2015 RW291
- 2015 RX291
- 2015 RY291
- 2015 RZ291
- 2015 RB292
- 2015 RC292
- 2015 RD292
- 2015 RG292
- 2015 RH292
- 2015 RJ292
- 2015 RK292
- 2015 RL292
- 2015 RM292
- 2015 RN292
- 2015 RO292
- 2015 RP292
- 2015 RQ292
- 2015 RS292
- 2015 RT292
- 2015 RU292
- 2015 RV292
- 2015 RW292
- 2015 RX292
- 2015 RY292
- 2015 RZ292
- 2015 RA293
- 2015 RB293
- 2015 RC293
- 2015 RD293
- 2015 RE293
- 2015 RF293
- 2015 RG293
- 2015 RH293
- 2015 RJ293
- 2015 RK293
- 2015 RL293
- 2015 RM293
- 2015 RO293
- 2015 RP293
- 2015 RQ293
- 2015 RR293
- 2015 RS293
- 2015 RT293
- 2015 RU293
- 2015 RV293
- 2015 RX293
- 2015 RY293
- 2015 RA294
- 2015 RB294
- 2015 RC294
- 2015 RD294
- 2015 RE294
- 2015 RF294
- 2015 RG294
- 2015 RH294
- 2015 RJ294
- 2015 RK294
- 2015 RL294
- 2015 RM294
- 2015 RN294
- 2015 RO294
- 2015 RP294
- 2015 RQ294
- 2015 RR294
- 2015 RT294
- 2015 RU294
- 2015 RV294
- 2015 RW294
- 2015 RX294
- 2015 RY294
- 2015 RZ294
- 2015 RA295
- 2015 RB295
- 2015 RC295
- 2015 RD295
- 2015 RE295
- 2015 RF295
- 2015 RG295
- 2015 RH295
- 2015 RJ295
- 2015 RK295
- 2015 RL295
- 2015 RM295
- 2015 RN295
- 2015 RO295
- 2015 RP295
- 2015 RR295
- 2015 RS295
- 2015 RT295
- 2015 RU295
- 2015 RV295
- 2015 RW295
- 2015 RX295
- 2015 RY295
- 2015 RZ295
- 2015 RC296
- 2015 RD296
- 2015 RE296
- 2015 RF296
- 2015 RG296
- 2015 RH296
- 2015 RJ296
- 2015 RK296
- 2015 RL296
- 2015 RM296
- 2015 RN296
- 2015 RO296
- 2015 RP296
- 2015 RQ296
- 2015 RR296
- 2015 RS296
- 2015 RT296
- 2015 RU296
- 2015 RV296
- 2015 RW296
- 2015 RX296
- 2015 RY296
- 2015 RZ296
- 2015 RA297
- 2015 RB297
- 2015 RC297
- 2015 RD297
- 2015 RE297
- 2015 RF297
- 2015 RG297
- 2015 RH297
- 2015 RJ297
- 2015 RK297
- 2015 RL297
- 2015 RM297
- 2015 RN297
- 2015 RO297
- 2015 RP297
- 2015 RQ297
- 2015 RR297
- 2015 RS297
- 2015 RT297
- 2015 RU297
- 2015 RV297
- 2015 RW297
- 2015 RX297
- 2015 RY297
- 2015 RZ297
- 2015 RA298
- 2015 RB298
- 2015 RC298
- 2015 RD298
- 2015 RE298
- 2015 RF298
- 2015 RG298
- 2015 RH298
- 2015 RJ298
- 2015 RK298
- 2015 RL298
- 2015 RM298
- 2015 RN298
- 2015 RO298
- 2015 RP298
- 2015 RQ298
- 2015 RR298
- 2015 RS298
- 2015 RT298
- 2015 RU298
- 2015 RV298
- 2015 RW298
- 2015 RX298
- 2015 RY298
- 2015 RZ298
- 2015 RA299
- 2015 RB299
- 2015 RC299
- 2015 RD299
- 2015 RE299
- 2015 RF299
- 2015 RG299
- 2015 RH299
- 2015 RJ299
- 2015 RK299
- 2015 RL299
- 2015 RM299
- 2015 RN299
- 2015 RO299
- 2015 RP299
- 2015 RQ299
- 2015 RR299
- 2015 RS299
- 2015 RT299
- 2015 RU299
- 2015 RV299
- 2015 RW299
- 2015 RX299
- 2015 RY299
- 2015 RZ299
- 2015 RA300
- 2015 RB300
- 2015 RD300
- 2015 RE300
- 2015 RF300
- 2015 RG300
- 2015 RH300
- 2015 RJ300
- 2015 RK300
- 2015 RL300
- 2015 RM300
- 2015 RN300
- 2015 RO300
- 2015 RP300
- 2015 RQ300
- 2015 RS300
- 2015 RT300
- 2015 RU300
- 2015 RV300
- 2015 RX300
- 2015 RY300
- 2015 RZ300
- 2015 RA301
- 2015 RB301
- 2015 RC301
- 2015 RD301
- 2015 RE301
- 2015 RF301
- 2015 RG301
- 2015 RK301
- 2015 RN301
- 2015 RO301
- 2015 RR301
- 2015 RS301
- 2015 RT301
- 2015 RU301
- 2015 RV301
- 2015 RX301
- 2015 RY301
- 2015 RA302
- 2015 RB302
- 2015 RD302
- 2015 RF302
- 2015 RG302
- 2015 RH302
- 2015 RJ302
- 2015 RL302
- 2015 RM302
- 2015 RN302
- 2015 RO302
- 2015 RP302
- 2015 RQ302
- 2015 RS302
- 2015 RT302
- 2015 RU302
- 2015 RW302
- 2015 RY302
- 2015 RZ302
- 2015 RB303
- 2015 RC303
- 2015 RD303
- 2015 RE303
- 2015 RF303
- 2015 RH303
- 2015 RJ303
- 2015 RK303
- 2015 RL303
- 2015 RM303
- 2015 RN303
- 2015 RO303
- 2015 RP303
- 2015 RQ303
- 2015 RB304
- 2015 RE304
- 2015 RJ304
- 2015 RO304
- 2015 RP304
- 2015 RQ304
- 2015 RR304
- 2015 RS304
- 2015 RT304
- 2015 RV304
- 2015 RX304
- 2015 RY304
- 2015 RZ304
- 2015 RA305
- 2015 RC305
- 2015 RD305
- 2015 RE305
- 2015 RF305
- 2015 RG305
- 2015 RH305
- 2015 RJ305
- 2015 RK305
- 2015 RL305
- 2015 RM305
- 2015 RN305
- 2015 RO305
- 2015 RR305
- 2015 RS305
- 2015 RU305
- 2015 RV305
- 2015 RY305
- 2015 RZ305
- 2015 RA306
- 2015 RB306
- 2015 RC306
- 2015 RD306
- 2015 RF306
- 2015 RG306
- 2015 RH306
- 2015 RJ306
- 2015 RK306
- 2015 RN306
- 2015 RP306
- 2015 RS306
- 2015 RT306
- 2015 RU306
- 2015 RX306
- 2015 RY306
- 2015 RZ306
- 2015 RA307
- 2015 RB307
- 2015 RC307
- 2015 RD307
- 2015 RE307
- 2015 RF307
- 2015 RG307
- 2015 RH307
- 2015 RJ307
- 2015 RK307
- 2015 RL307
- 2015 RM307
- 2015 RN307
- 2015 RO307
- 2015 RQ307
- 2015 RR307
- 2015 RS307
- 2015 RT307
- 2015 RU307
- 2015 RV307
- 2015 RW307
- 2015 RA308
- 2015 RB308
- 2015 RE308
- 2015 RF308
- 2015 RG308
- 2015 RH308
- 2015 RJ308
- 2015 RK308
- 2015 RL308
- 2015 RM308
- 2015 RO308
- 2015 RP308
- 2015 RQ308
- 2015 RR308
- 2015 RS308
- 2015 RT308
- 2015 RV308
- 2015 RY308
- 2015 RZ308
- 2015 RA309
- 2015 RB309
- 2015 RD309
- 2015 RE309
- 2015 RF309
- 2015 RG309
- 2015 RJ309
- 2015 RK309
- 2015 RS309
- 2015 RT309
- 2015 RU309
- 2015 RV309
- 2015 RY309
- 2015 RE310
- 2015 RF310
- 2015 RH310
- 2015 RJ310
- 2015 RK310
- 2015 RM310
- 2015 RP310
- 2015 RT310
- 2015 RU310
- 2015 RV310
- 2015 RW310
- 2015 RY310
- 2015 RZ310
- 2015 RA311
- 2015 RB311
- 2015 RC311
- 2015 RF311
- 2015 RG311
- 2015 RH311
- 2015 RJ311
- 2015 RK311
- 2015 RL311
- 2015 RN311
- 2015 RO311
- 2015 RP311
- 2015 RR311
- 2015 RS311
- 2015 RT311
- 2015 RU311
- 2015 RV311
- 2015 RW311
- 2015 RY311
- 2015 RZ311
- 2015 RA312
- 2015 RB312
- 2015 RC312
- 2015 RD312
- 2015 RE312
- 2015 RG312
- 2015 RJ312
- 2015 RK312
- 2015 RL312
- 2015 RM312
- 2015 RN312
- 2015 RO312
- 2015 RP312
- 2015 RQ312
- 2015 RR312
- 2015 RS312
- 2015 RT312
- 2015 RU312
- 2015 RV312
- 2015 RW312
- 2015 RX312
- 2015 RY312
- 2015 RZ312
- 2015 RA313
- 2015 RB313
- 2015 RC313
- 2015 RD313
- 2015 RE313
- 2015 RF313
- 2015 RG313
- 2015 RH313
- 2015 RJ313
- 2015 RL313
- 2015 RM313
- 2015 RN313
- 2015 RO313
- 2015 RP313
- 2015 RQ313
- 2015 RR313
- 2015 RS313
- 2015 RU313
- 2015 RV313
- 2015 RW313
- 2015 RX313
- 2015 RY313
- 2015 RZ313
- 2015 RA314
- 2015 RB314
- 2015 RC314
- 2015 RD314
- 2015 RF314
- 2015 RG314
- 2015 RH314
- 2015 RJ314
- 2015 RK314
- 2015 RL314
- 2015 RM314
- 2015 RN314
- 2015 RO314
- 2015 RP314
- 2015 RQ314
- 2015 RR314
- 2015 RS314
- 2015 RT314
- 2015 RU314
- 2015 RV314
- 2015 RX314
- 2015 RY314
- 2015 RZ314
- 2015 RA315
- 2015 RC315
- 2015 RD315
- 2015 RE315
- 2015 RG315
- 2015 RJ315
- 2015 RK315
- 2015 RL315
- 2015 RM315
- 2015 RO315
- 2015 RP315
- 2015 RS315
- 2015 RT315
- 2015 RU315
- 2015 RV315
- 2015 RX315
- 2015 RA316
- 2015 RB316
- 2015 RC316
- 2015 RD316
- 2015 RE316
- 2015 RF316
- 2015 RG316
- 2015 RK316
- 2015 RL316
- 2015 RM316
- 2015 RN316
- 2015 RP316
- 2015 RQ316
- 2015 RR316
- 2015 RS316
- 2015 RT316
- 2015 RU316
- 2015 RV316
- 2015 RW316
- 2015 RX316
- 2015 RY316
- 2015 RZ316
- 2015 RA317
- 2015 RB317
- 2015 RD317
- 2015 RE317
- 2015 RF317
- 2015 RJ317
- 2015 RL317
- 2015 RM317
- 2015 RN317
- 2015 RO317
- 2015 RP317
- 2015 RQ317
- 2015 RS317
- 2015 RT317
- 2015 RU317
- 2015 RW317
- 2015 RY317
- 2015 RZ317
- 2015 RB318
- 2015 RC318
- 2015 RE318
- 2015 RF318
- 2015 RG318
- 2015 RH318
- 2015 RJ318
- 2015 RK318
- 2015 RL318
- 2015 RM318
- 2015 RN318
- 2015 RP318
- 2015 RQ318
- 2015 RR318
- 2015 RS318
- 2015 RU318
- 2015 RV318
- 2015 RW318
- 2015 RX318
- 2015 RY318
- 2015 RZ318
- 2015 RA319
- 2015 RB319
- 2015 RC319
- 2015 RD319
- 2015 RE319
- 2015 RF319
- 2015 RG319
- 2015 RH319
- 2015 RJ319
- 2015 RK319
- 2015 RL319
- 2015 RM319
- 2015 RN319
- 2015 RQ319
- 2015 RT319
- 2015 RV319
- 2015 RX319
- 2015 RY319
- 2015 RZ319
- 2015 RA320
- 2015 RB320
- 2015 RC320
- 2015 RD320
- 2015 RE320
- 2015 RF320
- 2015 RG320
- 2015 RH320
- 2015 RJ320
- 2015 RK320
- 2015 RL320
- 2015 RM320
- 2015 RO320
- 2015 RP320
- 2015 RQ320
- 2015 RR320
- 2015 RS320
- 2015 RU320
- 2015 RV320
- 2015 RZ320
- 2015 RA321
- 2015 RB321
- 2015 RC321
- 2015 RD321
- 2015 RE321
- 2015 RF321
- 2015 RG321
- 2015 RH321
- 2015 RJ321
- 2015 RL321
- 2015 RM321
- 2015 RN321
- 2015 RO321
- 2015 RP321
- 2015 RR321
- 2015 RS321
- 2015 RT321
- 2015 RU321
- 2015 RV321
- 2015 RW321
- 2015 RX321
- 2015 RY321
- 2015 RZ321
- 2015 RA322
- 2015 RB322
- 2015 RD322
- 2015 RE322
- 2015 RG322
- 2015 RH322
- 2015 RJ322
- 2015 RK322
- 2015 RL322
- 2015 RM322
- 2015 RN322
- 2015 RO322
- 2015 RR322
- 2015 RS322
- 2015 RT322
- 2015 RU322
- 2015 RV322
- 2015 RX322
- 2015 RY322
- 2015 RZ322
- 2015 RA323
- 2015 RB323
- 2015 RC323
- 2015 RD323
- 2015 RE323
- 2015 RF323
- 2015 RG323
- 2015 RH323
- 2015 RJ323
- 2015 RK323
- 2015 RL323
- 2015 RM323
- 2015 RO323
- 2015 RP323
- 2015 RR323
- 2015 RT323
- 2015 RU323
- 2015 RV323
- 2015 RY323
- 2015 RZ323
- 2015 RA324
- 2015 RB324
- 2015 RD324
- 2015 RE324
- 2015 RF324
- 2015 RG324
- 2015 RH324
- 2015 RJ324
- 2015 RK324
- 2015 RL324
- 2015 RM324
- 2015 RN324
- 2015 RO324
- 2015 RP324
- 2015 RQ324
- 2015 RU324
- 2015 RV324
- 2015 RW324
- 2015 RX324
- 2015 RZ324
- 2015 RA325
- 2015 RB325
- 2015 RD325
- 2015 RE325
- 2015 RG325
- 2015 RH325
- 2015 RJ325
- 2015 RK325
- 2015 RL325
- 2015 RN325
- 2015 RP325
- 2015 RQ325
- 2015 RR325
- 2015 RT325
- 2015 RV325
- 2015 RW325
- 2015 RX325
- 2015 RY325
- 2015 RZ325
- 2015 RA326
- 2015 RB326
- 2015 RC326
- 2015 RD326
- 2015 RF326
- 2015 RG326
- 2015 RH326
- 2015 RJ326
- 2015 RK326
- 2015 RL326
- 2015 RM326
- 2015 RN326
- 2015 RO326
- 2015 RP326
- 2015 RQ326
- 2015 RR326
- 2015 RS326
- 2015 RT326
- 2015 RU326
- 2015 RV326
- 2015 RW326
- 2015 RX326
- 2015 RY326
- 2015 RA327
- 2015 RB327
- 2015 RC327
- 2015 RD327
- 2015 RE327
- 2015 RF327
- 2015 RH327
- 2015 RK327
- 2015 RL327
- 2015 RM327
- 2015 RN327
- 2015 RR327
- 2015 RS327
- 2015 RT327
- 2015 RU327
- 2015 RV327
- 2015 RW327
- 2015 RX327
- 2015 RY327
- 2015 RZ327
- 2015 RA328
- 2015 RB328
- 2015 RC328
- 2015 RD328
- 2015 RE328
- 2015 RF328
- 2015 RG328
- 2015 RH328
- 2015 RJ328
- 2015 RK328
- 2015 RL328
- 2015 RM328
- 2015 RN328
- 2015 RO328
- 2015 RP328
- 2015 RQ328
- 2015 RR328
- 2015 RS328
- 2015 RT328
- 2015 RU328
- 2015 RV328
- 2015 RW328
- 2015 RX328
- 2015 RY328
- 2015 RZ328
- 2015 RB329
- 2015 RC329
- 2015 RG329
- 2015 RH329
- 2015 RJ329
- 2015 RK329
- 2015 RL329
- 2015 RM329
- 2015 RN329
- 2015 RO329
- 2015 RP329
- 2015 RQ329
- 2015 RR329
- 2015 RS329
- 2015 RT329
- 2015 RU329
- 2015 RV329
- 2015 RW329
- 2015 RX329
- 2015 RY329
- 2015 RZ329
- 2015 RA330
- 2015 RB330
- 2015 RC330
- 2015 RD330
- 2015 RF330
- 2015 RG330
- 2015 RH330
- 2015 RJ330
- 2015 RK330
- 2015 RL330
- 2015 RM330
- 2015 RN330
- 2015 RO330
- 2015 RP330
- 2015 RQ330
- 2015 RR330
- 2015 RS330
- 2015 RT330
- 2015 RV330
- 2015 RX330
- 2015 RY330
- 2015 RZ330
- 2015 RA331
- 2015 RB331
- 2015 RC331
- 2015 RE331
- 2015 RF331
- 2015 RG331
- 2015 RH331
- 2015 RJ331
- 2015 RK331
- 2015 RM331
- 2015 RN331
- 2015 RO331
- 2015 RP331
- 2015 RQ331
- 2015 RR331
- 2015 RS331
- 2015 RT331
- 2015 RU331
- 2015 RV331
- 2015 RW331
- 2015 RX331
- 2015 RY331
- 2015 RZ331
- 2015 RA332
- 2015 RB332
- 2015 RE332
- 2015 RF332
- 2015 RG332
- 2015 RJ332
- 2015 RK332
- 2015 RL332
- 2015 RM332
- 2015 RN332
- 2015 RO332
- 2015 RP332
- 2015 RQ332
- 2015 RR332
- 2015 RS332
- 2015 RT332
- 2015 RU332
- 2015 RV332
- 2015 RW332
- 2015 RX332
- 2015 RZ332
- 2015 RA333
- 2015 RB333
- 2015 RC333
- 2015 RD333
- 2015 RE333
- 2015 RF333
- 2015 RH333
- 2015 RJ333
- 2015 RL333
- 2015 RM333
- 2015 RN333
- 2015 RQ333
- 2015 RR333
- 2015 RT333
- 2015 RU333
- 2015 RV333
- 2015 RW333
- 2015 RY333
- 2015 RZ333
- 2015 RA334
- 2015 RB334
- 2015 RC334
- 2015 RD334
- 2015 RE334
- 2015 RF334
- 2015 RH334
- 2015 RJ334
- 2015 RK334
- 2015 RL334
- 2015 RM334
- 2015 RQ334
- 2015 RR334
- 2015 RS334
- 2015 RT334
- 2015 RU334
- 2015 RV334
- 2015 RW334
- 2015 RX334
- 2015 RY334
- 2015 RZ334
- 2015 RA335
- 2015 RB335
- 2015 RD335
- 2015 RE335
- 2015 RG335
- 2015 RH335
- 2015 RJ335
- 2015 RK335
- 2015 RL335
- 2015 RM335
- 2015 RN335
- 2015 RO335
- 2015 RP335
- 2015 RQ335
- 2015 RR335
- 2015 RS335
- 2015 RU335
- 2015 RV335
- 2015 RW335
- 2015 RX335
- 2015 RY335
- 2015 RZ335
- 2015 RA336
- 2015 RC336
- 2015 RD336
- 2015 RF336
- 2015 RG336
- 2015 RH336
- 2015 RJ336
- 2015 RK336
- 2015 RL336
- 2015 RM336
- 2015 RN336
- 2015 RO336
- 2015 RP336
- 2015 RQ336
- 2015 RR336
- 2015 RT336
- 2015 RU336
- 2015 RV336
- 2015 RW336
- 2015 RX336
- 2015 RY336
- 2015 RZ336
- 2015 RA337
- 2015 RC337
- 2015 RD337
- 2015 RE337
- 2015 RF337
- 2015 RG337
- 2015 RH337
- 2015 RJ337
- 2015 RK337
- 2015 RL337
- 2015 RM337
- 2015 RN337
- 2015 RP337
- 2015 RQ337
- 2015 RR337
- 2015 RS337
- 2015 RT337
- 2015 RU337
- 2015 RV337
- 2015 RX337
- 2015 RZ337
- 2015 RB338
- 2015 RC338
- 2015 RD338
- 2015 RF338
- 2015 RH338
- 2015 RJ338
- 2015 RK338
- 2015 RL338
- 2015 RO338
- 2015 RP338
- 2015 RR338
- 2015 RS338
- 2015 RT338
- 2015 RU338
- 2015 RV338
- 2015 RX338
- 2015 RY338
- 2015 RZ338
- 2015 RB339
- 2015 RC339
- 2015 RD339
- 2015 RE339
- 2015 RF339
- 2015 RG339
- 2015 RH339
- 2015 RJ339
- 2015 RL339
- 2015 RM339
- 2015 RN339
- 2015 RO339
- 2015 RP339
- 2015 RQ339
- 2015 RR339
- 2015 RS339
- 2015 RT339
- 2015 RU339
- 2015 RV339
- 2015 RW339
- 2015 RX339
- 2015 RY339
- 2015 RZ339
- 2015 RA340
- 2015 RB340
- 2015 RC340
- 2015 RE340
- 2015 RF340
- 2015 RG340
- 2015 RH340
- 2015 RJ340
- 2015 RK340
- 2015 RL340
- 2015 RM340
- 2015 RN340
- 2015 RQ340
- 2015 RR340
- 2015 RS340
- 2015 RU340
- 2015 RV340
- 2015 RW340
- 2015 RX340
- 2015 RY340
- 2015 RZ340
- 2015 RA341
- 2015 RB341
- 2015 RC341
- 2015 RD341
- 2015 RF341
- 2015 RG341
- 2015 RH341
- 2015 RJ341
- 2015 RK341
- 2015 RL341
- 2015 RN341
- 2015 RO341
- 2015 RP341
- 2015 RR341
- 2015 RT341
- 2015 RU341
- 2015 RV341
- 2015 RW341
- 2015 RX341
- 2015 RY341
- 2015 RZ341
- 2015 RA342
- 2015 RB342
- 2015 RD342
- 2015 RE342
- 2015 RF342
- 2015 RH342
- 2015 RJ342
- 2015 RK342
- 2015 RL342
- 2015 RM342
- 2015 RN342
- 2015 RO342
- 2015 RP342
- 2015 RR342
- 2015 RS342
- 2015 RT342
- 2015 RV342
- 2015 RW342
- 2015 RX342
- 2015 RZ342
- 2015 RB343
- 2015 RC343
- 2015 RD343
- 2015 RF343
- 2015 RG343
- 2015 RJ343
- 2015 RK343
- 2015 RL343
- 2015 RM343
- 2015 RN343
- 2015 RO343
- 2015 RQ343
- 2015 RR343
- 2015 RS343
- 2015 RU343
- 2015 RW343
- 2015 RX343
- 2015 RY343
- 2015 RZ343
- 2015 RA344
- 2015 RB344
- 2015 RC344
- 2015 RD344
- 2015 RE344
- 2015 RF344
- 2015 RG344
- 2015 RH344
- 2015 RJ344
- 2015 RK344
- 2015 RL344
- 2015 RM344
- 2015 RN344
- 2015 RO344
- 2015 RP344
- 2015 RQ344
- 2015 RR344
- 2015 RS344
- 2015 RT344
- 2015 RU344
- 2015 RV344
- 2015 RW344
- 2015 RX344
- 2015 RY344
- 2015 RZ344
- 2015 RA345
- 2015 RB345
- 2015 RC345
- 2015 RD345
- 2015 RE345
- 2015 RF345
- 2015 RG345
- 2015 RH345
- 2015 RJ345
- 2015 RN345
- 2015 RO345
- 2015 RP345
- 2015 RQ345
- 2015 RR345
- 2015 RS345
- 2015 RT345
- 2015 RU345
- 2015 RW345
- 2015 RX345
- 2015 RY345
- 2015 RZ345
- 2015 RA346
- 2015 RB346
- 2015 RD346
- 2015 RF346
- 2015 RG346
- 2015 RH346
- 2015 RJ346
- 2015 RK346
- 2015 RL346
- 2015 RM346
- 2015 RN346
- 2015 RO346
- 2015 RP346
- 2015 RQ346
- 2015 RR346
- 2015 RS346
- 2015 RT346
- 2015 RU346
- 2015 RV346
- 2015 RW346
- 2015 RX346
- 2015 RY346
- 2015 RZ346
- 2015 RA347
- 2015 RB347
- 2015 RC347
- 2015 RD347
- 2015 RE347
- 2015 RF347
- 2015 RG347
- 2015 RH347
- 2015 RK347
- 2015 RL347
- 2015 RM347
- 2015 RN347
- 2015 RO347
- 2015 RP347
- 2015 RQ347
- 2015 RS347
- 2015 RT347
- 2015 RU347
- 2015 RV347
- 2015 RW347
- 2015 RX347
- 2015 RY347
- 2015 RZ347
- 2015 RA348
- 2015 RB348
- 2015 RC348
- 2015 RD348
- 2015 RE348
- 2015 RF348
- 2015 RG348
- 2015 RH348
- 2015 RJ348
- 2015 RK348
- 2015 RL348
- 2015 RN348
- 2015 RO348
- 2015 RQ348
- 2015 RR348
- 2015 RS348
- 2015 RT348
- 2015 RU348
- 2015 RV348
- 2015 RW348
- 2015 RY348
- 2015 RZ348
- 2015 RA349
- 2015 RB349
- 2015 RE349
- 2015 RG349
- 2015 RH349
- 2015 RJ349
- 2015 RK349
- 2015 RL349
- 2015 RM349
- 2015 RN349
- 2015 RO349
- 2015 RP349
- 2015 RQ349
- 2015 RS349
- 2015 RU349
- 2015 RV349
- 2015 RW349
- 2015 RX349
- 2015 RY349
- 2015 RA350
- 2015 RB350
- 2015 RC350
- 2015 RD350
- 2015 RE350
- 2015 RF350
- 2015 RH350
- 2015 RJ350
- 2015 RK350
- 2015 RL350
- 2015 RM350
- 2015 RN350
- 2015 RO350
- 2015 RP350
- 2015 RQ350
- 2015 RR350
- 2015 RS350
- 2015 RT350
- 2015 RU350
- 2015 RV350
- 2015 RW350
- 2015 RX350
- 2015 RY350
- 2015 RZ350
- 2015 RA351
- 2015 RB351
- 2015 RC351
- 2015 RD351
- 2015 RF351
- 2015 RG351
- 2015 RH351
- 2015 RJ351
- 2015 RK351
- 2015 RL351
- 2015 RM351
- 2015 RN351
- 2015 RO351
- 2015 RP351
- 2015 RQ351
- 2015 RR351
- 2015 RS351
- 2015 RT351
- 2015 RU351
- 2015 RV351
- 2015 RW351
- 2015 RX351
- 2015 RY351
- 2015 RZ351
- 2015 RB352
- 2015 RC352
- 2015 RG352
- 2015 RH352
- 2015 RK352
- 2015 RL352
- 2015 RM352
- 2015 RP352
- 2015 RQ352
- 2015 RR352
- 2015 RS352
- 2015 RT352
- 2015 RU352
- 2015 RV352
- 2015 RW352
- 2015 RX352
- 2015 RY352
- 2015 RZ352
- 2015 RA353
- 2015 RB353
- 2015 RC353
- 2015 RD353
- 2015 RE353
- 2015 RF353
- 2015 RG353
- 2015 RH353
- 2015 RJ353
- 2015 RK353
- 2015 RL353
- 2015 RM353
- 2015 RN353
- 2015 RP353
- 2015 RQ353
- 2015 RT353
- 2015 RU353
- 2015 RV353
- 2015 RW353
- 2015 RX353
- 2015 RY353
- 2015 RZ353
- 2015 RB354
- 2015 RC354
- 2015 RD354
- 2015 RE354
- 2015 RF354
- 2015 RG354
- 2015 RH354
- 2015 RJ354
- 2015 RK354
- 2015 RL354
- 2015 RM354
- 2015 RN354
- 2015 RO354
- 2015 RP354
- 2015 RQ354
- 2015 RR354
- 2015 RS354
- 2015 RT354
- 2015 RU354
- 2015 RV354
- 2015 RW354
- 2015 RX354
- 2015 RY354
- 2015 RZ354
- 2015 RA355
- 2015 RB355
- 2015 RC355
- 2015 RD355
- 2015 RE355
- 2015 RF355
- 2015 RG355
- 2015 RH355
- 2015 RJ355
- 2015 RK355
- 2015 RL355
- 2015 RM355
- 2015 RN355
- 2015 RO355
- 2015 RP355
- 2015 RQ355
- 2015 RR355
- 2015 RS355
- 2015 RT355
- 2015 RU355
- 2015 RV355
- 2015 RW355
- 2015 RX355
- 2015 RY355
- 2015 RZ355
- 2015 RA356
- 2015 RB356
- 2015 RC356
- 2015 RD356
- 2015 RF356
- 2015 RG356
- 2015 RJ356
- 2015 RK356
- 2015 RL356
- 2015 RM356
- 2015 RP356
- 2015 RR356
- 2015 RS356
- 2015 RT356
- 2015 RU356
- 2015 RV356
- 2015 RW356
- 2015 RX356
- 2015 RY356
- 2015 RZ356
- 2015 RA357
- 2015 RB357
- 2015 RC357
- 2015 RD357
- 2015 RE357
- 2015 RG357
- 2015 RH357
- 2015 RJ357
- 2015 RK357
- 2015 RL357
- 2015 RM357
- 2015 RN357
- 2015 RP357
- 2015 RQ357
- 2015 RR357
- 2015 RS357
- 2015 RT357
- 2015 RU357
- 2015 RV357
- 2015 RX357
- 2015 RY357
- 2015 RZ357
- 2015 RA358
- 2015 RB358
- 2015 RC358
- 2015 RD358
- 2015 RE358
- 2015 RF358
- 2015 RG358
- 2015 RH358
- 2015 RJ358
- 2015 RK358
- 2015 RL358
- 2015 RM358
- 2015 RN358
- 2015 RO358
- 2015 RP358
- 2015 RQ358
- 2015 RR358
- 2015 RS358
- 2015 RT358
- 2015 RU358
- 2015 RV358
- 2015 RW358
- 2015 RX358
- 2015 RY358
- 2015 RZ358
- 2015 RA359
- 2015 RD359
- 2015 RE359
- 2015 RG359
- 2015 RH359
- 2015 RJ359
- 2015 RK359
- 2015 RL359
- 2015 RM359
- 2015 RN359
- 2015 RO359
- 2015 RQ359
- 2015 RS359
- 2015 RT359
- 2015 RU359
- 2015 RW359
- 2015 RX359
- 2015 RY359
- 2015 RA360
- 2015 RB360
- 2015 RC360
- 2015 RD360
- 2015 RE360
- 2015 RG360
- 2015 RH360
- 2015 RJ360
- 2015 RK360
- 2015 RL360
- 2015 RM360
- 2015 RN360
- 2015 RO360
- 2015 RP360
- 2015 RQ360
- 2015 RR360
- 2015 RT360
- 2015 RU360
- 2015 RV360
- 2015 RW360
- 2015 RY360
- 2015 RZ360
- 2015 RA361
- 2015 RB361
- 2015 RC361
- 2015 RD361
- 2015 RE361
- 2015 RF361
- 2015 RG361
- 2015 RH361
- 2015 RJ361
- 2015 RK361
- 2015 RL361
- 2015 RM361
- 2015 RN361
- 2015 RO361
- 2015 RP361
- 2015 RQ361
- 2015 RR361
- 2015 RS361
- 2015 RT361
- 2015 RU361
- 2015 RX361
- 2015 RY361
- 2015 RZ361
- 2015 RA362
- 2015 RC362
- 2015 RD362
- 2015 RE362
- 2015 RF362
- 2015 RG362
- 2015 RK362
- 2015 RL362
- 2015 RM362
- 2015 RN362
- 2015 RO362
- 2015 RP362
- 2015 RQ362
- 2015 RR362
- 2015 RS362
- 2015 RT362
- 2015 RU362
- 2015 RV362
- 2015 RW362
- 2015 RX362
- 2015 RZ362
- 2015 RA363
- 2015 RB363
- 2015 RC363
- 2015 RE363
- 2015 RF363
- 2015 RG363
- 2015 RH363
- 2015 RJ363
- 2015 RK363
- 2015 RL363
- 2015 RM363
- 2015 RN363
- 2015 RO363
- 2015 RP363
- 2015 RS363
- 2015 RT363
- 2015 RU363
- 2015 RV363
- 2015 RW363
- 2015 RX363
- 2015 RY363
- 2015 RZ363
- 2015 RA364
- 2015 RB364
- 2015 RC364
- 2015 RD364
- 2015 RE364
- 2015 RF364
- 2015 RG364
- 2015 RH364
- 2015 RJ364
- 2015 RK364
- 2015 RL364
- 2015 RM364
- 2015 RN364
- 2015 RO364
- 2015 RP364
- 2015 RQ364
- 2015 RR364
- 2015 RS364
- 2015 RT364
- 2015 RU364
- 2015 RV364
- 2015 RW364
- 2015 RX364
- 2015 RY364
- 2015 RZ364
- 2015 RA365
- 2015 RB365
- 2015 RC365
- 2015 RD365
- 2015 RE365
- 2015 RG365
- 2015 RH365
- 2015 RJ365
- 2015 RK365
- 2015 RL365
- 2015 RM365
- 2015 RN365
- 2015 RR365
- 2015 RS365
- 2015 RW365
- 2015 RX365
- 2015 RY365
- 2015 RA366
- 2015 RB366
- 2015 RC366
- 2015 RD366
- 2015 RE366
- 2015 RF366
- 2015 RG366
- 2015 RH366
- 2015 RJ366
- 2015 RK366
- 2015 RL366
- 2015 RM366
- 2015 RN366
- 2015 RO366
- 2015 RP366
- 2015 RQ366
- 2015 RR366
- 2015 RS366
- 2015 RT366
- 2015 RU366
- 2015 RV366
- 2015 RW366
- 2015 RX366
- 2015 RY366
- 2015 RZ366
- 2015 RA367
- 2015 RB367
- 2015 RC367
- 2015 RE367
- 2015 RF367
- 2015 RG367
- 2015 RH367
- 2015 RJ367
- 2015 RK367
- 2015 RM367
- 2015 RN367
- 2015 RO367
- 2015 RP367
- 2015 RS367
- 2015 RT367
- 2015 RU367
- 2015 RV367
- 2015 RX367
- 2015 RY367
- 2015 RZ367
- 2015 RA368
- 2015 RB368
- 2015 RC368
- 2015 RD368
- 2015 RE368
- 2015 RG368
- 2015 RH368
- 2015 RJ368
- 2015 RK368
- 2015 RL368
- 2015 RM368
- 2015 RN368
- 2015 RO368
- 2015 RP368
- 2015 RQ368
- 2015 RR368
- 2015 RS368
- 2015 RT368
- 2015 RU368
- 2015 RW368
- 2015 RX368
- 2015 RY368
- 2015 RZ368
- 2015 RA369
- 2015 RB369
- 2015 RC369
- 2015 RD369
- 2015 RE369
- 2015 RF369
- 2015 RG369
- 2015 RH369
- 2015 RL369
- 2015 RM369
- 2015 RN369
- 2015 RO369
- 2015 RP369
- 2015 RQ369
- 2015 RR369
- 2015 RS369
- 2015 RT369
- 2015 RU369
- 2015 RV369
- 2015 RW369
- 2015 RX369
- 2015 RY369
- 2015 RZ369
- 2015 RA370
- 2015 RB370
- 2015 RC370
- 2015 RD370
- 2015 RE370
- 2015 RF370
- 2015 RG370
- 2015 RH370
- 2015 RJ370
- 2015 RK370
- 2015 RL370
- 2015 RM370
- 2015 RN370
- 2015 RO370
- 2015 RP370
- 2015 RQ370
- 2015 RR370
- 2015 RS370
- 2015 RT370
- 2015 RU370
- 2015 RV370
- 2015 RW370
- 2015 RX370
- 2015 RY370
- 2015 RZ370
- 2015 RA371
- 2015 RB371
- 2015 RC371
- 2015 RD371
- 2015 RE371
- 2015 RF371
- 2015 RG371
- 2015 RH371
- 2015 RJ371
- 2015 RK371
- 2015 RL371
- 2015 RM371
- 2015 RN371
- 2015 RO371
- 2015 RP371
- 2015 RQ371
- 2015 RR371
- 2015 RS371
- 2015 RT371
- 2015 RU371
- 2015 RV371
- 2015 RW371
- 2015 RX371
- 2015 RY371
- 2015 RZ371
- 2015 RA372
- 2015 RB372
- 2015 RC372
- 2015 RD372
- 2015 RE372
- 2015 RF372
- 2015 RG372
- 2015 RH372
- 2015 RJ372
- 2015 RK372
- 2015 RL372
- 2015 RM372
- 2015 RN372
- 2015 RO372
- 2015 RP372
- 2015 RQ372
- 2015 RS372
- 2015 RT372
- 2015 RU372
- 2015 RV372
- 2015 RW372
- 2015 RX372
- 2015 RY372
- 2015 RZ372
- 2015 RA373
- 2015 RB373
- 2015 RC373
- 2015 RD373
- 2015 RE373
- 2015 RF373
- 2015 RG373
- 2015 RH373
- 2015 RJ373
- 2015 RK373
- 2015 RL373
- 2015 RM373
- 2015 RN373
- 2015 RO373
- 2015 RP373
- 2015 RQ373
- 2015 RR373
- 2015 RS373
- 2015 RT373
- 2015 RV373
- 2015 RW373
- 2015 RX373
- 2015 RY373
- 2015 RZ373
- 2015 RA374
- 2015 RC374
- 2015 RD374
- 2015 RE374
- 2015 RF374
- 2015 RG374
- 2015 RH374
- 2015 RJ374
- 2015 RK374
- 2015 RL374
- 2015 RM374
- 2015 RO374
- 2015 RP374
- 2015 RQ374
- 2015 RS374
- 2015 RT374
- 2015 RU374
- 2015 RV374
- 2015 RX374
- 2015 RY374
- 2015 RZ374
- 2015 RA375
- 2015 RB375
- 2015 RC375
- 2015 RD375
- 2015 RE375
- 2015 RF375
- 2015 RG375
- 2015 RH375
- 2015 RJ375
- 2015 RK375
- 2015 RL375
- 2015 RN375
- 2015 RP375
- 2015 RQ375
- 2015 RR375
- 2015 RS375
- 2015 RT375
- 2015 RU375
- 2015 RV375
- 2015 RW375
- 2015 RX375
- 2015 RY375
- 2015 RZ375
- 2015 RA376
- 2015 RB376
- 2015 RC376
- 2015 RD376
- 2015 RE376
- 2015 RG376
- 2015 RH376
- 2015 RJ376
- 2015 RK376
- 2015 RL376
- 2015 RM376
- 2015 RN376
- 2015 RO376
- 2015 RQ376
- 2015 RR376
- 2015 RS376
- 2015 RT376
- 2015 RU376
- 2015 RW376
- 2015 RX376
- 2015 RY376
- 2015 RZ376
- 2015 RA377
- 2015 RB377
- 2015 RC377
- 2015 RD377
- 2015 RE377
- 2015 RF377
- 2015 RG377
- 2015 RH377
- 2015 RJ377
- 2015 RK377
- 2015 RL377
- 2015 RM377
- 2015 RN377
- 2015 RO377
- 2015 RP377
- 2015 RQ377
- 2015 RR377
- 2015 RS377
- 2015 RT377
- 2015 RU377
- 2015 RV377
- 2015 RW377
- 2015 RX377
- 2015 RY377
- 2015 RZ377
- 2015 RA378
- 2015 RB378
- 2015 RC378
- 2015 RD378
- 2015 RE378
- 2015 RF378
- 2015 RG378
- 2015 RH378
- 2015 RJ378
- 2015 RK378
- 2015 RL378
- 2015 RM378
- 2015 RO378
- 2015 RP378
- 2015 RQ378
- 2015 RR378
- 2015 RT378
- 2015 RU378
- 2015 RV378
- 2015 RW378
- 2015 RX378
- 2015 RY378
- 2015 RZ378
- 2015 RA379
- 2015 RB379
- 2015 RC379
- 2015 RD379
- 2015 RE379
- 2015 RF379
- 2015 RG379
- 2015 RH379
- 2015 RJ379
- 2015 RK379
- 2015 RM379
- 2015 RN379
- 2015 RO379
- 2015 RP379
- 2015 RQ379
- 2015 RR379
- 2015 RS379
- 2015 RT379
- 2015 RU379
- 2015 RV379
- 2015 RW379
- 2015 RX379
- 2015 RY379
- 2015 RZ379
- 2015 RA380
- 2015 RC380
- 2015 RD380
- 2015 RE380
- 2015 RF380
- 2015 RG380
- 2015 RH380
- 2015 RJ380
- 2015 RK380
- 2015 RL380
- 2015 RM380
- 2015 RO380
- 2015 RP380
- 2015 RR380
- 2015 RS380
- 2015 RT380
- 2015 RV380
- 2015 RW380
- 2015 RX380
- 2015 RY380
- 2015 RD381
- 2015 RE381
- 2015 RG381
- 2015 RJ381
- 2015 RK381
- 2015 RM381
- 2015 RN381
- 2015 RO381
- 2015 RP381
- 2015 RQ381
- 2015 RR381
- 2015 RS381
- 2015 RT381
- 2015 RU381
- 2015 RV381
- 2015 RW381
- 2015 RX381
- 2015 RY381
- 2015 RZ381
- 2015 RA382
- 2015 RB382
- 2015 RC382
- 2015 RD382
- 2015 RE382
- 2015 RF382
- 2015 RH382
- 2015 RJ382
- 2015 RK382
- 2015 RL382
- 2015 RM382
- 2015 RN382
- 2015 RO382
- 2015 RP382
- 2015 RQ382
- 2015 RR382
- 2015 RS382
- 2015 RT382
- 2015 RU382
- 2015 RV382
- 2015 RW382
- 2015 RX382
- 2015 RY382
- 2015 RZ382
- 2015 RA383
- 2015 RB383
- 2015 RC383
- 2015 RD383
- 2015 RE383
- 2015 RF383
- 2015 RG383
- 2015 RH383
- 2015 RJ383
- 2015 RK383
- 2015 RL383
- 2015 RM383
- 2015 RN383
- 2015 RO383
- 2015 RP383
- 2015 RQ383
- 2015 RR383
- 2015 RS383
- 2015 RT383
- 2015 RU383
- 2015 RW383
- 2015 RX383
- 2015 RY383
- 2015 RZ383
- 2015 RA384
- 2015 RB384
- 2015 RE384
- 2015 RF384
- 2015 RG384
- 2015 RH384
- 2015 RK384
- 2015 RL384
- 2015 RM384
- 2015 RN384
- 2015 RO384
- 2015 RP384
- 2015 RQ384
- 2015 RR384
- 2015 RS384
- 2015 RU384
- 2015 RV384
- 2015 RW384
- 2015 RX384
- 2015 RY384
- 2015 RZ384
- 2015 RA385
- 2015 RB385
- 2015 RC385
- 2015 RD385
- 2015 RE385
- 2015 RF385
- 2015 RJ385
- 2015 RK385
- 2015 RL385
- 2015 RM385
- 2015 RN385
- 2015 RO385
- 2015 RP385
- 2015 RQ385
- 2015 RR385
- 2015 RS385
- 2015 RT385
- 2015 RU385
- 2015 RV385
- 2015 RW385
- 2015 RX385
- 2015 RY385
- 2015 RZ385
- 2015 RA386
- 2015 RB386
- 2015 RC386
- 2015 RD386
- 2015 RE386
- 2015 RF386
- 2015 RG386
- 2015 RH386
- 2015 RJ386
- 2015 RK386
- 2015 RL386
- 2015 RM386
- 2015 RN386
- 2015 RO386
- 2015 RP386
- 2015 RQ386
- 2015 RR386
- 2015 RS386
- 2015 RT386
- 2015 RU386
- 2015 RV386
- 2015 RW386
- 2015 RX386
- 2015 RY386
- 2015 RZ386
- 2015 RA387
- 2015 RB387
- 2015 RC387
- 2015 RD387
- 2015 RE387
- 2015 RF387
- 2015 RG387
- 2015 RH387
- 2015 RJ387
- 2015 RK387
- 2015 RL387
- 2015 RM387
- 2015 RN387
- 2015 RO387
- 2015 RP387
- 2015 RQ387
- 2015 RR387
- 2015 RS387
- 2015 RT387
- 2015 RU387
- 2015 RV387
- 2015 RW387
- 2015 RX387
- 2015 RY387
- 2015 RZ387
- 2015 RA388
- 2015 RB388
- 2015 RC388
- 2015 RD388
- 2015 RE388
- 2015 RF388
- 2015 RG388
- 2015 RH388
- 2015 RJ388
- 2015 RK388
- 2015 RL388
- 2015 RM388
- 2015 RN388
- 2015 RO388
- 2015 RP388
- 2015 RQ388
- 2015 RR388
- 2015 RS388
- 2015 RT388
- 2015 RU388
- 2015 RV388
- 2015 RW388
- 2015 RX388
- 2015 RY388
- 2015 RZ388
- 2015 RA389
- 2015 RB389
- 2015 RC389
- 2015 RD389
- 2015 RE389
- 2015 RF389
- 2015 RG389
- 2015 RH389
- 2015 RJ389
- 2015 RK389
- 2015 RL389
- 2015 RN389
- 2015 RO389
- 2015 RP389
- 2015 RQ389
- 2015 RR389
- 2015 RS389
- 2015 RT389
- 2015 RU389
- 2015 RV389
- 2015 RW389
- 2015 RX389
- 2015 RY389
- 2015 RZ389
- 2015 RA390
- 2015 RB390
- 2015 RC390
- 2015 RD390
- 2015 RE390
- 2015 RF390
- 2015 RG390
- 2015 RH390
- 2015 RJ390
- 2015 RK390
- 2015 RL390
- 2015 RM390
- 2015 RN390
- 2015 RO390
- 2015 RP390
- 2015 RQ390
- 2015 RR390
- 2015 RS390
- 2015 RT390
- 2015 RU390
- 2015 RV390
- 2015 RW390
- 2015 RX390
- 2015 RY390
- 2015 RZ390
- 2015 RA391
- 2015 RB391
- 2015 RC391
- 2015 RD391
- 2015 RE391
- 2015 RF391
- 2015 RG391
- 2015 RH391
- 2015 RJ391
- 2015 RK391
- 2015 RL391
- 2015 RM391
- 2015 RN391
- 2015 RO391
- 2015 RP391
- 2015 RQ391
- 2015 RR391
- 2015 RS391
- 2015 RT391
- 2015 RU391
- 2015 RV391
- 2015 RW391
- 2015 RX391
- 2015 RY391
- 2015 RZ391
- 2015 RA392
- 2015 RB392
- 2015 RC392
- 2015 RD392
- 2015 RE392
- 2015 RG392
- 2015 RH392
- 2015 RJ392
- 2015 RK392
- 2015 RL392
- 2015 RM392
- 2015 RN392
- 2015 RO392
- 2015 RP392
- 2015 RQ392
- 2015 RR392
- 2015 RS392
- 2015 RT392
- 2015 RU392
- 2015 RV392
- 2015 RW392
- 2015 RX392
- 2015 RY392
- 2015 RZ392
- 2015 RA393
- 2015 RB393
- 2015 RC393
- 2015 RD393
- 2015 RE393
- 2015 RF393
- 2015 RG393
- 2015 RH393
- 2015 RJ393
- 2015 RK393
- 2015 RL393
- 2015 RM393
- 2015 RN393
- 2015 RO393
- 2015 RP393
- 2015 RQ393
- 2015 RR393
- 2015 RS393
- 2015 RT393
- 2015 RU393
- 2015 RV393
- 2015 RW393
- 2015 RX393
- 2015 RY393
- 2015 RA394
- 2015 RB394
- 2015 RC394
- 2015 RD394
- 2015 RE394
- 2015 RF394
- 2015 RG394
- 2015 RH394
- 2015 RJ394
- 2015 RK394
- 2015 RL394
- 2015 RM394
- 2015 RN394
- 2015 RO394
- 2015 RP394
- 2015 RQ394
- 2015 RR394
- 2015 RS394
- 2015 RT394
- 2015 RU394
- 2015 RV394
- 2015 RW394
- 2015 RX394
- 2015 RY394
- 2015 RZ394
- 2015 RA395
- 2015 RB395
- 2015 RC395
- 2015 RD395
- 2015 RE395
- 2015 RF395
- 2015 RG395
- 2015 RH395
- 2015 RL395
- 2015 RM395
- 2015 RN395
- 2015 RO395
- 2015 RP395
- 2015 RQ395
- 2015 RR395
- 2015 RS395
- 2015 RT395
- 2015 RU395
- 2015 RV395
- 2015 RW395
- 2015 RX395
- 2015 RY395
- 2015 RZ395
- 2015 RA396
- 2015 RB396
- 2015 RC396
- 2015 RD396
- 2015 RE396
- 2015 RF396
- 2015 RG396
- 2015 RH396
- 2015 RJ396
- 2015 RK396
- 2015 RL396
- 2015 RM396
- 2015 RN396
- 2015 RO396
- 2015 RP396
- 2015 RQ396
- 2015 RR396
- 2015 RS396
- 2015 RT396
- 2015 RU396
- 2015 RV396
- 2015 RW396
- 2015 RX396
- 2015 RY396
- 2015 RZ396
- 2015 RA397
- 2015 RC397
- 2015 RD397
- 2015 RE397
- 2015 RF397
- 2015 RG397
- 2015 RH397
- 2015 RJ397
- 2015 RK397
- 2015 RL397
- 2015 RM397
- 2015 RN397
- 2015 RO397
- 2015 RP397
- 2015 RQ397
- 2015 RR397
- 2015 RS397
- 2015 RT397
- 2015 RU397
- 2015 RV397
- 2015 RW397
- 2015 RX397
- 2015 RY397
- 2015 RZ397
- 2015 RA398
- 2015 RB398
- 2015 RC398
- 2015 RD398
- 2015 RE398
- 2015 RF398
- 2015 RG398
- 2015 RH398
- 2015 RJ398
- 2015 RK398
- 2015 RL398
- 2015 RM398
- 2015 RN398
- 2015 RO398
- 2015 RP398
- 2015 RQ398
- 2015 RR398
- 2015 RS398
- 2015 RT398
- 2015 RU398
- 2015 RV398
- 2015 RW398
- 2015 RX398
- 2015 RY398
- 2015 RZ398
- 2015 RA399
- 2015 RB399
- 2015 RC399
- 2015 RD399
- 2015 RE399
- 2015 RF399
- 2015 RG399
- 2015 RH399
- 2015 RJ399
- 2015 RK399
- 2015 RL399
- 2015 RM399
- 2015 RN399
- 2015 RO399
- 2015 RP399
- 2015 RQ399
- 2015 RR399
- 2015 RS399
- 2015 RT399
- 2015 RU399
- 2015 RV399
- 2015 RW399
- 2015 RX399
- 2015 RY399
- 2015 RZ399
- 2015 RA400
- 2015 RB400
- 2015 RC400
- 2015 RD400
- 2015 RE400
- 2015 RF400
- 2015 RG400
- 2015 RH400
- 2015 RJ400
- 2015 RK400
- 2015 RL400
- 2015 RM400
- 2015 RN400
- 2015 RO400
- 2015 RP400
- 2015 RQ400
- 2015 RR400
- 2015 RS400
- 2015 RT400
- 2015 RU400
- 2015 RV400
- 2015 RW400
- 2015 RX400
- 2015 RY400
- 2015 RZ400
- 2015 RA401
- 2015 RB401
- 2015 RC401
- 2015 RD401
- 2015 RE401
- 2015 RF401
- 2015 RG401
- 2015 RH401
- 2015 RJ401
- 2015 RK401
- 2015 RL401
- 2015 RM401
- 2015 RN401
- 2015 RO401
- 2015 RP401
- 2015 RQ401
- 2015 RR401
- 2015 RS401
- 2015 RT401
- 2015 RU401
- 2015 RV401
- 2015 RW401
- 2015 RX401
- 2015 RY401
- 2015 RZ401
- 2015 RA402
- 2015 RB402
- 2015 RC402
- 2015 RD402
- 2015 RE402
- 2015 RF402
- 2015 RG402
- 2015 RH402
- 2015 RJ402
- 2015 RK402
- 2015 RL402
- 2015 RM402
- 2015 RN402
- 2015 RO402
- 2015 RP402
- 2015 RQ402
- 2015 RR402
- 2015 RS402
- 2015 RT402
- 2015 RU402
- 2015 RV402
- 2015 RW402
- 2015 RX402
- 2015 RY402
- 2015 RZ402
- 2015 RA403
- 2015 RB403
- 2015 RC403
- 2015 RD403
- 2015 RE403
- 2015 RF403
- 2015 RG403
- 2015 RH403

### Liste du 16 au 30 septembre 2015
- 2015 SA
- 2015 SB
- 2015 SC
- 2015 SD
- 2015 SE
- 2015 SF
- 2015 SG
- 2015 SH
- 2015 SK
- 2015 SL
- 2015 SM
- 2015 SN
- 2015 SO
- 2015 SP
- 2015 SQ
- 2015 SR
- 2015 SS
- 2015 ST
- 2015 SU
- 2015 SX
- 2015 SY
- 2015 SZ
- 2015 SA1
- 2015 SF1
- 2015 SG1
- 2015 SL1
- 2015 SV1
- 2015 SW1
- 2015 SD2
- 2015 SH2
- 2015 SM2
- 2015 SO2
- 2015 SP2
- 2015 SQ2
- 2015 SS2
- 2015 ST2
- 2015 SV2
- 2015 SY2
- 2015 SZ2
- 2015 SB3
- 2015 SL3
- 2015 SU3
- 2015 SV3
- 2015 SB4
- 2015 SL4
- 2015 SO4
- 2015 SQ4
- 2015 SR4
- 2015 SP5
- 2015 SB6
- 2015 SC6
- 2015 SL6
- 2015 SP6
- 2015 SQ6
- 2015 SR6
- 2015 SS6
- 2015 ST6
- 2015 SV6
- 2015 SW6
- 2015 SX6
- 2015 SZ6
- 2015 SC7
- 2015 SD7
- 2015 SE7
- 2015 SF7
- 2015 SG7
- 2015 SJ7
- 2015 SK7
- 2015 SS7
- 2015 SV7
- 2015 SN8
- 2015 SS8
- 2015 SX8
- 2015 SY8
- 2015 SD9
- 2015 SE9
- 2015 SJ9
- 2015 SK9
- 2015 SN9
- 2015 SA10
- 2015 SB10
- 2015 SF10
- 2015 SH10
- 2015 SK10
- 2015 SM10
- 2015 SW10
- 2015 SZ10
- 2015 SA11
- 2015 SF11
- 2015 SG11
- 2015 SJ11
- 2015 SL11
- 2015 SO11
- 2015 SR11
- 2015 SW11
- 2015 SA12
- 2015 SE12
- 2015 SG12
- 2015 SL12
- 2015 SO12
- 2015 SQ12
- 2015 SV12
- 2015 SY12
- 2015 SZ12
- 2015 SA13
- 2015 SC13
- 2015 SE13
- 2015 SG13
- 2015 SH13
- 2015 SK13
- 2015 SN13
- 2015 SQ13
- 2015 SR13
- 2015 SV13
- 2015 SZ13
- 2015 SA14
- 2015 SE14
- 2015 SL14
- 2015 SN14
- 2015 SP14
- 2015 SS14
- 2015 SX14
- 2015 SY14
- 2015 SC15
- 2015 SD15
- 2015 SE15
- 2015 SF15
- 2015 SG15
- 2015 SH15
- 2015 SJ15
- 2015 SK15
- 2015 SO15
- 2015 SP15
- 2015 SZ15
- 2015 SA16
- 2015 SB16
- 2015 SE16
- 2015 SF16
- 2015 SK16
- 2015 SN16
- 2015 SO16
- 2015 SP16
- 2015 SU16
- 2015 SW16
- 2015 SX16
- 2015 SY16
- 2015 SZ16
- 2015 SB17
- 2015 SC17
- 2015 SE17
- 2015 SG17
- 2015 SH17
- 2015 SJ17
- 2015 SP17
- 2015 SS17
- 2015 SU17
- 2015 SV17
- 2015 SZ17
- 2015 SB18
- 2015 SC18
- 2015 SJ18
- 2015 ST18
- 2015 SY18
- 2015 SD19
- 2015 SG19
- 2015 ST19
- 2015 SW19
- 2015 SX19
- 2015 SE20
- 2015 SF20
- 2015 SP20
- 2015 SR20
- 2015 SS20
- 2015 SV20
- 2015 SW20
- 2015 SB21
- 2015 SC21
- 2015 SD21
- 2015 SE21
- 2015 SF21
- 2015 SL21
- 2015 SO21
- 2015 SP21
- 2015 SW21
- 2015 SY21
- 2015 SZ21
- 2015 SA22
- 2015 SB22
- 2015 SC22
- 2015 SD22
- 2015 SE22
- 2015 SG22
- 2015 SJ22
- 2015 SK22
- 2015 SN22
- 2015 SR22
- 2015 SS22
- 2015 SW22
- 2015 SY22
- 2015 SZ22
- 2015 SB23
- 2015 SC23
- 2015 SD23
- 2015 SE23
- 2015 SD24
- 2015 SF24
- 2015 SM24
- 2015 SE25
- 2015 SF25
- 2015 SS25
- 2015 SY25
- 2015 SE26
- 2015 SG26
- 2015 SR26
- 2015 SV26
- 2015 SY26
- 2015 SJ27
- 2015 SP27
- 2015 SQ27
- 2015 SS27
- 2015 SV27
- 2015 SN28
- 2015 SP28
- 2015 SU28
- 2015 SA29
- 2015 SH29
- 2015 SK29
- 2015 SU29
- 2015 SX29
- 2015 SG30
- 2015 SS30
- 2015 SW30
- 2015 SX30
- 2015 SY30
- 2015 SZ30
- 2015 SA31
- 2015 SC31
- 2015 SE31
- 2015 SG31
- 2015 SH31
- 2015 SJ31
- 2015 SK31
- 2015 SL31
- 2015 SM31
- 2015 SN31
- 2015 SR31
- 2015 SS31
- 2015 SU31
- 2015 SV31
- 2015 SW31
- 2015 SX31
- 2015 SY31
- 2015 SZ31
- 2015 SA32
- 2015 SB32
- 2015 SC32
- 2015 SD32
- 2015 SF32
- 2015 SG32
- 2015 SH32
- 2015 SJ32
- 2015 SL32
- 2015 SM32
- 2015 SN32
- 2015 SO32
- 2015 SP32
- 2015 SR32
- 2015 SS32
- 2015 ST32
- 2015 SU32
- 2015 SV32
- 2015 SW32
- 2015 SY32
- 2015 SZ32
- 2015 SA33
- 2015 SC33
- 2015 SD33
- 2015 SE33
- 2015 SF33
- 2015 SG33
- 2015 SJ33
- 2015 SK33
- 2015 SL33
- 2015 SM33
- 2015 SN33
- 2015 SO33
- 2015 SQ33
- 2015 SR33
- 2015 SS33
- 2015 ST33
- 2015 SV33
- 2015 SW33
- 2015 SX33
- 2015 SZ33
- 2015 SA34
- 2015 SB34
- 2015 SC34
- 2015 SD34
- 2015 SE34
- 2015 SF34
- 2015 SG34
- 2015 SH34
- 2015 SJ34
- 2015 SK34
- 2015 SL34
- 2015 SM34
- 2015 SN34
- 2015 SP34
- 2015 SQ34
- 2015 SR34
- 2015 SS34
- 2015 ST34
- 2015 SU34
- 2015 SV34
- 2015 SX34
- 2015 SY34
- 2015 SZ34
- 2015 SA35
- 2015 SB35
- 2015 SC35
- 2015 SD35
- 2015 SE35
- 2015 SF35
- 2015 SG35
- 2015 SH35
- 2015 SJ35
- 2015 SK35
- 2015 SL35
- 2015 SM35
- 2015 SO35
- 2015 SP35
- 2015 SQ35
- 2015 SR35
- 2015 SS35
- 2015 ST35
- 2015 SU35
- 2015 SV35
- 2015 SX35
- 2015 SY35
- 2015 SZ35
- 2015 SA36
- 2015 SB36
- 2015 SC36
- 2015 SD36
- 2015 SE36
- 2015 SF36
- 2015 SG36
- 2015 SH36
- 2015 SJ36
- 2015 SL36
- 2015 SM36
- 2015 SN36
- 2015 SO36
- 2015 SP36
- 2015 SQ36
- 2015 SR36
- 2015 SS36
- 2015 ST36
- 2015 SU36
- 2015 SV36
- 2015 SW36
- 2015 SX36
- 2015 SY36
- 2015 SZ36
- 2015 SA37
- 2015 SB37
- 2015 SC37
- 2015 SD37
- 2015 SE37
- 2015 SF37
- 2015 SG37
- 2015 SH37
- 2015 SJ37
- 2015 SK37
- 2015 SL37
- 2015 SM37
- 2015 SN37
- 2015 SO37
- 2015 SP37
- 2015 SQ37
- 2015 SR37
- 2015 ST37
- 2015 SV37
- 2015 SW37
- 2015 SX37
- 2015 SY37
- 2015 SZ37
- 2015 SA38
- 2015 SB38
- 2015 SC38
- 2015 SD38
- 2015 SE38
- 2015 SF38
- 2015 SG38
- 2015 SH38
- 2015 SJ38
- 2015 SK38
- 2015 SL38
- 2015 SQ38
- 2015 SR38
- 2015 SS38
- 2015 ST38
- 2015 SV38
- 2015 SY38
- 2015 SB39
- 2015 SC39
- 2015 SD39
- 2015 SE39
- 2015 SG39
- 2015 SH39
- 2015 SJ39
- 2015 SM39
- 2015 SN39
- 2015 SO39
- 2015 SP39
- 2015 SQ39
- 2015 SR39
- 2015 SS39
- 2015 ST39
- 2015 SU39
- 2015 SV39
- 2015 SW39
- 2015 SX39
- 2015 SY39
- 2015 SZ39
- 2015 SA40
- 2015 SB40
- 2015 SC40
- 2015 SE40
- 2015 SG40
- 2015 SL40
- 2015 SN40
- 2015 SO40
- 2015 SQ40
- 2015 SR40
- 2015 ST40
- 2015 SU40
- 2015 SV40
- 2015 SW40
- 2015 SX40
- 2015 SY40
- 2015 SZ40
- 2015 SA41
- 2015 SB41
- 2015 SC41
- 2015 SD41
- 2015 SE41
- 2015 SF41
- 2015 SG41
- 2015 SH41
- 2015 SJ41
- 2015 SK41
- 2015 SL41
- 2015 SM41
- 2015 SN41
- 2015 SO41
- 2015 SP41
- 2015 SQ41
- 2015 SU41
- 2015 SV41
- 2015 SZ41
- 2015 SA42
- 2015 SB42
- 2015 SD42
- 2015 SE42
- 2015 SF42
- 2015 SG42
- 2015 SH42
- 2015 SJ42
- 2015 SK42
- 2015 SL42
- 2015 SN42
- 2015 SO42
- 2015 SP42
- 2015 SQ42
- 2015 SS42
- 2015 ST42
- 2015 SV42
- 2015 SW42
- 2015 SX42
- 2015 SY42
- 2015 SA43
- 2015 SB43
- 2015 SC43
- 2015 SE43
- 2015 SF43
- 2015 SH43
- 2015 SJ43
- 2015 SK43
- 2015 SM43
- 2015 SO43
- 2015 SP43
- 2015 SQ43
- 2015 SR43
- 2015 SS43
- 2015 ST43
- 2015 SW43
- 2015 SX43
- 2015 SY43
- 2015 SZ43
- 2015 SA44
- 2015 SC44
- 2015 SD44
- 2015 SE44
- 2015 SF44
- 2015 SG44
- 2015 SH44
- 2015 SJ44
- 2015 SK44
- 2015 SL44
- 2015 SP44
- 2015 SQ44
- 2015 SR44
- 2015 SS44
- 2015 ST44
- 2015 SU44
- 2015 SW44
- 2015 SX44
- 2015 SZ44
- 2015 SA45
- 2015 SB45
- 2015 SC45
- 2015 SD45
- 2015 SE45
- 2015 SF45
- 2015 SG45
- 2015 SH45
- 2015 SM45
- 2015 SN45
- 2015 SO45
- 2015 SP45
- 2015 SS45
- 2015 ST45
- 2015 SU45
- 2015 SV45
- 2015 SW45
- 2015 SX45
- 2015 SY45
- 2015 SZ45
- 2015 SB46
- 2015 SC46
- 2015 SG46
- 2015 SH46
- 2015 SJ46
- 2015 SK46
- 2015 SL46
- 2015 SM46
- 2015 SN46
- 2015 SO46
- 2015 SP46
- 2015 SR46
- 2015 SS46
- 2015 ST46
- 2015 SU46
- 2015 SV46
- 2015 SW46
- 2015 SX46
- 2015 SY46
- 2015 SZ46
- 2015 SA47
- 2015 SC47
- 2015 SD47
- 2015 SE47
- 2015 SF47
- 2015 SG47
- 2015 SH47
- 2015 SJ47
- 2015 SK47
- 2015 SL47
- 2015 SM47
- 2015 SN47
- 2015 SO47
- 2015 SQ47
- 2015 SR47
- 2015 SS47
- 2015 ST47
- 2015 SV47
- 2015 SW47
- 2015 SX47
- 2015 SY47
- 2015 SZ47
- 2015 SB48
- 2015 SC48
- 2015 SE48
- 2015 SF48
- 2015 SG48
- 2015 SH48
- 2015 SJ48
- 2015 SK48
- 2015 SL48
- 2015 SM48
- 2015 SN48
- 2015 SO48
- 2015 SP48
- 2015 SQ48
- 2015 SS48
- 2015 ST48
- 2015 SU48
- 2015 SV48
- 2015 SX48
- 2015 SY48
- 2015 SA49
- 2015 SC49
- 2015 SD49
- 2015 SE49
- 2015 SF49
- 2015 SG49
- 2015 SH49
- 2015 SJ49
- 2015 SK49
- 2015 SL49
- 2015 SM49
- 2015 SN49
- 2015 SO49
- 2015 SP49
- 2015 SR49
- 2015 SS49
- 2015 ST49
- 2015 SU49
- 2015 SY49
- 2015 SZ49
- 2015 SA50
- 2015 SB50
- 2015 SD50
- 2015 SE50
- 2015 SF50
- 2015 SG50
- 2015 SH50
- 2015 SJ50
- 2015 SK50
- 2015 SL50
- 2015 SM50
- 2015 SQ50
- 2015 SR50
- 2015 SS50
- 2015 ST50
- 2015 SU50
- 2015 SV50
- 2015 SW50
- 2015 SX50
- 2015 SZ50
- 2015 SB51
- 2015 SD51
- 2015 SG51
- 2015 SH51
- 2015 SJ51
- 2015 SL51
- 2015 SM51
- 2015 SN51
- 2015 SO51
- 2015 SP51
- 2015 SQ51
- 2015 SR51
- 2015 SS51
- 2015 ST51
- 2015 SU51
- 2015 SV51
- 2015 SW51
- 2015 SX51
- 2015 SY51
- 2015 SZ51
- 2015 SA52
- 2015 SB52
- 2015 SC52
- 2015 SD52
- 2015 SF52
- 2015 SG52
- 2015 SH52
- 2015 SJ52
- 2015 SK52
- 2015 SN52
- 2015 SO52
- 2015 SQ52
- 2015 SS52
- 2015 ST52
- 2015 SU52
- 2015 SV52
- 2015 SW52
- 2015 SX52
- 2015 SY52
- 2015 SZ52
- 2015 SA53
- 2015 SB53
- 2015 SC53
- 2015 SD53
- 2015 SE53
- 2015 SF53
- 2015 SG53
- 2015 SH53
- 2015 SJ53
- 2015 SK53
- 2015 SL53
- 2015 SM53
- 2015 SN53
- 2015 SO53
- 2015 SP53
- 2015 SR53
- 2015 ST53
- 2015 SU53
- 2015 SV53
- 2015 SW53
- 2015 SX53
- 2015 SY53
- 2015 SZ53
- 2015 SB54
- 2015 SC54
- 2015 SD54
- 2015 SE54
- 2015 SG54
- 2015 SH54
- 2015 SJ54
- 2015 SK54
- 2015 SL54
- 2015 SM54
- 2015 SN54
- 2015 SQ54
- 2015 SR54
- 2015 SS54
- 2015 ST54
- 2015 SU54
- 2015 SV54
- 2015 SW54
- 2015 SX54
- 2015 SZ54
- 2015 SB55
- 2015 SC55
- 2015 SE55
- 2015 SF55
- 2015 SG55
- 2015 SH55
- 2015 SJ55
- 2015 SK55
- 2015 SL55
- 2015 SM55
- 2015 SN55
- 2015 SO55
- 2015 SP55
- 2015 SR55
- 2015 SS55
- 2015 ST55
- 2015 SU55
- 2015 SV55
- 2015 SW55
- 2015 SX55
- 2015 SY55
- 2015 SZ55
- 2015 SA56
- 2015 SB56
- 2015 SC56
- 2015 SD56
- 2015 SE56
- 2015 SF56
- 2015 SG56
- 2015 SH56
- 2015 SJ56
- 2015 SK56
- 2015 SL56
- 2015 SM56
- 2015 SN56
- 2015 SO56
- 2015 SP56
- 2015 SQ56
- 2015 SS56
- 2015 SU56
- 2015 SV56
- 2015 SW56
- 2015 SX56
- 2015 SY56
- 2015 SZ56
- 2015 SA57
- 2015 SB57
- 2015 SC57
- 2015 SD57
- 2015 SE57
- 2015 SF57
- 2015 SJ57
- 2015 SK57
- 2015 SL57
- 2015 SM57
- 2015 SN57
- 2015 SO57
- 2015 SP57
- 2015 SQ57
- 2015 SR57
- 2015 SS57
- 2015 ST57
- 2015 SU57
- 2015 SV57
- 2015 SW57
- 2015 SX57
- 2015 SY57
- 2015 SZ57
- 2015 SB58
- 2015 SC58
- 2015 SD58
- 2015 SE58
- 2015 SF58
- 2015 SG58
- 2015 SH58
- 2015 SJ58
- 2015 SK58
- 2015 SL58
- 2015 SM58
- 2015 SN58
- 2015 SO58
- 2015 SP58
- 2015 SQ58
- 2015 SR58
- 2015 SS58
- 2015 ST58
- 2015 SU58
- 2015 SV58
- 2015 SW58
- 2015 SX58
- 2015 SY58
- 2015 SZ58
- 2015 SA59
- 2015 SB59
- 2015 SC59
- 2015 SD59
- 2015 SE59
- 2015 SF59
- 2015 SH59
- 2015 SJ59
- 2015 SK59
- 2015 SL59
- 2015 SM59
- 2015 SN59
- 2015 SO59
- 2015 SP59
- 2015 SQ59
- 2015 SR59
- 2015 SS59
- 2015 ST59
- 2015 SU59
- 2015 SV59
- 2015 SW59
- 2015 SX59
- 2015 SY59
- 2015 SZ59
- 2015 SA60
- 2015 SB60
- 2015 SC60
- 2015 SE60
- 2015 SF60
- 2015 SG60
- 2015 SH60
- 2015 SJ60